# Liste de jeux PlayStation 2
Cette liste de jeux PlayStation 2 répertorie les jeux vidéo disponibles sur la console PlayStation 2, toutes régions confondues, classés par ordre alphabétique.
- Haut – A
- B
- C
- D
- E
- F
- G
- H
- I
- J
- K
- L
- M
- N
- O
- P
- Q
- R
- S
- T
- U
- V
- W
- X
- Y
- Z

## 0-9
- 007 : Espion pour cible
- 007 : Quitte ou double
- 007: Nightfire
- 007: Quantum of Solace
- 10 Pin: Champions Alley
- 12Riven: The Psi-Climinal of Integral
- 18 Wheeler: American Pro Trucker
- 120-en no Haru: 120 Yen Stories
- 187 Ride or Die
- 1943 Kai: Midway Kaisen
- 1945 I & II The Arcade Games
- 10,000 Bullets
- 21 Card Games
- 24 Heures chrono, le jeu
- 24 Heures du Mans
- 25 to Life
- 2003-Toshi Kaimaku: Ganbare Kyūkaiō
- 3-Nen B-Gumi Kinpachi Sensei: Densetsu no Kyōdan ni Tate!
- 3LDK: Shiawase ni Narōyo
- 4x4 Evolution
- 4x4 Evo 2
- 50 Cent: Bulletproof
- 7 Blades
- 7 Sins
- 7 Wonders of the Ancient World

## A
- A-Ressha de Ikō 2001
- A-Ressha de Ikō 2001 Perfect Set
- A-Train 6
- À la croisée des mondes : La Boussole d'or
- Aa Megami-sama
- Abarenbō Princess
- Ace Combat: Distant Thunder
- Ace Combat: Squadron Leader
- Ace Combat: The Belkan War
- Ace Lightning
- Aces of War
- Action Girlz Racing
- Action Man: A.T.O.M. - Alpha Teens On Machines
- Activision Anthology
- Adibou et les Voleurs d'énergie
- ADK Tamashii
- Adventure Island
- Adventure of Tokyo Disney Sea
- Adventures of Cookie and Cream, The
- Æon Flux
- Aero Elite: Combat Academy
- Aerobics Revolution
- AFL Live 2003
- AFL Live 2004
- AFL Live: Premiership Edition
- AFL Premiership 2005
- AFL Premiership 2006
- AFL Premiership 2007
- After...
- Agassi Tennis Generation
- Âge de glace 2, L'
- Âge de glace 3, L' : Le Temps des dinosaures
- Age of Empires II: The Age of Kings
- Agent Hugo
- Agent Hugo: Hula Holiday
- Agent Hugo: Lemoon Twist
- Agent Hugo 2: Roborumble
- Aggressive Inline
- AI Igo 2003
- AI Mahjong 2003
- AI Shogi 2003
- Ai yori aoshi
- Aikagi
- Air
- Air Raid 3
- Air Ranger: Rescue Helicopter
- Air Ranger 2: Rescue Helicopter
- Air Ranger 2 Plus: Rescue Helicopter
- AirBlade
- Airborne Troops: Countdown to D-Day
- Aizōhen Angelique Trois
- Akai Ito
- Akane Iro ni Somaru Saka: Parallel
- Akira Psycho Ball
- Akudaikan
- Akudaikan 2: Mōsōden
- Akudaikan 3
- Alarm for Cobra 11: Hot Pursuit
- Alexandra Ledermann : L'École des champions
- Alexandra Ledermann : Le Haras de la vallée
- Alias
- Alice au royaume de cœur
- Alien Hominid
- Aliens vs. Predator: Extinction
- All Star Pro-Wrestling
- All-Star Baseball 2002
- All-Star Baseball 2003
- All-Star Baseball 2004
- All-Star Baseball 2005
- All-Star Professional Wrestling II
- All-Star Professional Wrestling III
- Alone in the Dark (2008)
- Alone in the Dark: The New Nightmare
- Alpine Racer 3
- Alpine Ski Racing 2007
- Alpine Skiing 2005
- Alter Echo
- Altered Beast (2005)
- Alvin et les Chipmunks
- Amagami
- Amagōshi no Yakata
- America Ōdan Ultra-Quiz
- America's 10 Most Wanted
- America's Army: Rise of a Soldier
- American Chopper
- American Chopper 2: Full Throttle
- American Pool II
- AMF Xtreme Bowling 2006
- Amplitude
- An American Tail
- AND 1 Streetball
- Angel Profile
- Angel Wish: Kimi no Egao ni Chu!
- Angel's Feather
- Angel's Feather: Kuro no Zanei
- Angelic Concert
- Angelique Etoile
- Angelique Trois
- Animal Soccer World
- Animaniacs: The Great Edgar Hunt
- Anime Eikaiwa: 15 Shōnen Hyōryūhen
- Anime Eikaiwa: Tondemo Nezumi Daikatsuyaku
- Anime Eikaiwa: Totoi
- Another Century's Episode
- Another Century's Episode 2
- Another Century's Episode 3: The Final
- Anubis II
- Aoi no Mamade...
- Aoi Shiro
- Aoi Sora no Neosphere: Nanoca Flanka Hatsumei Kōbōki 2
- Aoi Umi no Tristia: Nanoca Flanka Hatsumei Kōbōki
- Ape Escape 2
- Ape Escape 3
- Ape Escape: Pumped and Primed
- Apocripha/0
- Appleseed EX
- Aqua Aqua: Wetrix 2
- Aqua Kids
- Aqua Teen Hunger Force Zombie Ninja Pro-Am
- Ar tonelico: Melody of Elemia
- Ar tonelico II: Melody of Metafalica
- Arabians Lost
- Arc the Lad: End of Darkness
- Arc the Lad: Twilight of the Spirits
- Arcade, The
- Arcade Action
- Arcade Classics: Volume One
- Arcade USA
- Arcana Heart
- Arcana Heart 2
- Arcobaleno!
- Arctic Thunder
- Are You Smarter Than a 5th Grader? Make the Grade
- Area 51
- Arena Football
- Arena Football: Road to Glory
- Aria: The Natural ~Tooi Yume no Mirage~
- Aria: The Origination ~Aoi Hoshi no El Cielo~
- Armen Noir
- Armored Core 2
- Armored Core 2: Another Age
- Armored Core 3
- Armored Core: Formula Front
- Armored Core: Last Raven
- Armored Core: Nexus
- Armored Core: Nine Breaker
- Army Men: Air Attack 2
- Army Men: Major Malfunction
- Army Men: Omega Soldier
- Army Men: RTS
- Army Men: Sarge's Heroes 2
- Army Men: Sarge's War
- Army Men: Soldiers of Misfortune
- Arnaud Clément Tennis
- Art of Fighting Anthology
- Arthur et les Minimoys
- Ashita no Joe: Masshiro ni Moe Tsukiro!
- Ashita no Joe 2: The Anime Super Remix
- Ashita no Joe Touch: Typing Namida Hashi
- Asobi ni Iku yo! Chikyū Pinchi no Konyaku Sengen
- Assault Suits Valken (2005)
- Astérix et Obélix XXL
- Astérix et Obélix XXL 2 : Mission Las Vegum
- Astérix aux Jeux olympiques
- Astro Boy
- Astro Boy: The Video Game
- Astro Kyūdan: Kessen!! Victory Kyūdanhen
- Atari Anthology
- Atelier Iris: Eternal Mana
- Atelier Iris 2: The Azoth of Destiny
- Atelier Iris 3: Grand Phantasm
- Atelier Marie + Elie
- Athènes 2004
- Atlantis III : Le Nouveau Monde
- ATV Offroad Fury
- ATV Offroad Fury 2
- ATV Offroad Fury 3
- ATV Offroad Fury 4
- ATV Quad Power Racing 2
- Au galop ! Aventures au poney club
- Austin Mini Racing
- Australian Idol Sing
- Auto Modellista
- Autobahn Raser: Das Spiel zum Film
- Autobahn Raser IV
- Avatar, le dernier maître de l'air
- Avatar, le dernier maître de l'air : Le Royaume de la Terre en feu
- Avatar: The Legend of Aang - Into the Inferno
- Aventures de Porcinet, Les
- Ayakashibito
- Azur et Asmar

## B
- B-Boy
- Babe
- Backyard Baseball
- Backyard Baseball '09
- Backyard Baseball '10
- Backyard Basketball
- Backyard Football 2006
- Backyard Football 2008
- Backyard Football 2009
- Backyard Football '10
- Backyard Sports: Baseball 2007
- Backyard Sports: Basketball 2007
- Backyard Wrestling: Don't Try This at Home
- Backyard Wrestling 2: There Goes the Neighborhood
- Bad Boys 2
- Bakufū Slash! Kizna Arashi
- Bakugan: Battle Brawlers
- Bakumatsu Renka: Karyū Kenshiden
- Bakumatsu Renka: Shinsengumi
- Bakumatsu Rōman: Gekka no Kenshi 1-2
- Bakushō! Jinsei Kaidow
- Bakusō Dekotora Densetsu: Otoko Hanamichi Yume Roman
- Baldr Bullet: Equilibrium
- Baldr Force EXE
- Baldur's Gate: Dark Alliance
- Baldur's Gate: Dark Alliance II
- Band Hero
- Barbarian
- Barbie au bal des douze princesses
- Barbie cavalière : Stage d'équitation
- Barbie Horse Adventures: The Big Race
- Barbie, princesse de l'Île merveilleuse
- Bard's Tale, The
- Baroque
- Baseball 2003, The
- Baseball Live 2005
- Basic Studio: Powerful Game Kōbō
- Baskelian
- Bass Landing 3
- Bass Strike
- Batman Begins
- Batman: Rise of Sin Tzu
- Batman : Vengeance
- Battle Assault 3: Featuring Mobile Suit Gundam Seed
- Battle Engine Aquila
- Battle Gear 3
- Battle of Sunrise
- Battle Stadium D.O.N
- Battlefield 2: Modern Combat
- Battlestar Galactica
- BCV: Battle Construction Vehicles
- Beach King Stunt Racer
- Beast Sapp
- Beat Down: Fists of Vengeance
- Beatmania
- BeatMania Da Da Da!!
- BeatMania Da Da Da!! The Best Da
- Beatmania IIDX 3rd style
- Beatmania IIDX 4th style
- Beatmania IIDX 5th style
- Beatmania IIDX 6th style
- Beatmania IIDX 7th style
- Beatmania IIDX 8th style
- Beatmania IIDX 9th style
- Beatmania IIDX 10th style
- BeatMania IIDX 11: IIDX Red
- BeatMania IIDX 12: Happy Sky
- BeatMania IIDX 13: DistorteD
- BeatMania IIDX 14: Gold
- Beatmania IIDX 15: DJ Troopers
- BeatMania IIDX 16: Empress + Premium Best
- Beck: The Game
- Bee Movie, le jeu
- Ben 10: Alien Force
- Ben 10: Alien Force - Vilgax Attacks
- Ben 10: Protector of Earth
- Ben 10: Ultimate Alien - Cosmic Destruction
- Ben Hur: Blood of Braves
- Berserk: Millennium Falcon Hen Seima Senki no Shō
- Berwick Saga
- Beverly Hills Cop
- Beyond Good and Evil
- Bible Game, The
- Bienvenue chez les Robinson
- Big Bass
- Big Idea's Veggie Tales: LarryBoy and the Bad Apple
- Big Mutha Truckers
- Big Mutha Truckers 2: Truck Me Harder
- Bigs, The
- Bigs 2, The
- Biker Mice from Mars
- Bikkuri Mouse
- Bilbo le Hobbit
- Billy et Mandy, aventuriers de l'au-delà
- Billy the Wizard: Rocket Broomstick Racing
- Binchō-Tan: Shiawasegoyomi
- Bionicle
- Bionicle Heroes
- Bistro Cupid 2
- Black
- Black and Bruised
- Black Buccaneer
- Black Cat
- Black Market Bowling
- Black/Matrix 2
- Blade 2: Bloodlust
- Blazing Souls
- Bleach: Blade Battlers
- Bleach: Blade Battlers 2nd
- Bleach: Erabareshi Tamashii
- Bleach: Hanatareshi Yabō
- Blitz: The League
- Blokus Club with Bumpy Trot
- Blood: The Last Vampire (Gekan et Jōkan)
- Blood+ One Night Kiss
- Blood+ Sōyoku no Battle Rondo
- Blood Omen 2: Legacy of Kain
- Blood Will Tell
- BloodRayne
- BloodRayne 2
- Bloody Roar 3
- Bloody Roar 4
- BlowOut
- BMX XXX
- Board Games Gallery
- Bob l'éponge : Bataille pour Bikini Bottom
- Bob l'éponge : Bulle en Atlantide
- Bob l'éponge : La Créature du crabe croustillant
- Bob l'éponge : Revenge of the Flying Dutchman
- Bob l'éponge : Silence on tourne !
- Bob l'éponge et ses amis : Attaque sur l'île du volcan
- Bob l'éponge et ses amis contre les robots-jouets
- Bob l'éponge et ses amis : L'Ultime Alliance
- Bob l'éponge et ses amis : Un pour tous, tous pour un !
- Bob l'éponge, le film
- Bob le bricoleur : EyeToy
- Bob le bricoleur : On s'amuse comme des fous
- Bobobōbo Bōbobo: Hajike Matsuri
- Bobobōbo Bōbobo: Shūmare! Taikan Bōbobo
- Bode Miller Alpine Skiing
- Bōken Jidai Katsugeki Goemon
- Bōken Shōnen Club Gahō
- Bōken-Ō Beet: Darkness Century
- Bōkoku no Aegis 2035: Warship Gunner
- Boku no Natsuyasumi 2: Umi no Bōken Hen
- Boku wa Chiisai
- Bokura no Kazoku
- Bombastic
- Bomberman Hardball
- Bomberman Jetters
- Bomberman Kart
- Bomberman Kart DX
- Bomberman Land 2
- Bomberman Land 3
- Bons baisers de Russie
- Boogie
- Bouge ! avec Bob l'éponge et ses amis
- Bouncer, The
- Braquage à l'italienne
- Bratz, le film
- Bratz: Forever Diamondz
- Bratz: Girlz Really Rock!
- Bratz: Rock Angelz
- Brave: The Search for Spirit Dancer
- Brave Story
- Bravo Music: Chō-Meikyokuban
- Bravo Music: Christmas Edition
- Breath of Fire: Dragon Quarter
- Breeders' Cup World Thoroughbred Championships
- Brian Lara International Cricket 2005
- Brian Lara International Cricket 2007
- Britney's Dance Beat
- Brothers in Arms: Road to Hill 30
- Brothers in Arms: Earned in Blood
- Brunswick Pro Bowling
- Buffy contre les vampires : Chaos Bleeds
- Bujingai
- Burnout
- Burnout 2: Point of Impact
- Burnout 3: Takedown
- Burnout Dominator
- Burnout Revenge
- Busin 0: Wizardry Alternative Neo
- Busō Renkin: Yōkoso Papillon Park e
- Butt-Ugly Martians: Zoom or Doom!
- Buzz !
- Buzz ! Le Big Quiz
- Buzz ! Hollywood Quiz
- Buzz ! Junior : Les As du volant
- Buzz ! Junior : Les P'tits Dinos
- Buzz ! Junior : Les Petits Monstres
- Buzz ! Junior : Robots en folie
- Buzz ! Junior : Singes en délire
- Buzz ! Le Méga Quiz
- Buzz ! Le Plus Malin des Français
- Buzz ! Le Quiz du sport
- Buzz ! Le Quiz pop
- Buzz! The Schools Quiz000

## C
- Cabela's African Safari
- Cabela's Alaskan Adventures
- Cabela's Big Game Hunter (2002)
- Cabela's Big Game Hunter (2007)
- Cabela's Big Game Hunter 2005 Adventures
- Cabela's Dangerous Adventures
- Cabela's Dangerous Hunts
- Cabela's Dangerous Hunts 2
- Cabela's Dangerous Hunts 2009
- Cabela's Deer Hunt: 2004 Season
- Cabela's Deer Hunt: 2005 Season
- Cabela's Legendary Adventures
- Cabela's Monster Bass
- Cabela's North American Adventures
- Cabela's Outdoor Adventures
- Cabela's Outdoor Adventures 2009
- Cabela's Trophy Bucks
- Cafe Lindbergh: Summer Season
- Cafe Little Wish: Mahō no Recipe
- Cake Mania: Baker's Challenge
- Call of Duty : Le Jour de gloire
- Call of Duty 2: Big Red One
- Call of Duty 3 : En marche vers Paris
- Call of Duty: World at War - Final Fronts
- C@M-Station
- Cambrian QTS: Kaseki ni Nattemo
- Canaria
- Canis Canem Edit
- Canvas
- Canvas 2: Niji Iro no Sketch
- Canvas 3: Tanshoku no Pastel
- Capcom Classics Collection: Volume 1
- Capcom Classics Collection: Volume 2
- Capcom Fighting Jam
- Capcom vs. SNK 2: Mark of the Millennium 2001
- Captain Scarlet
- Captain Tsubasa
- Card Captor Sakura: Sakura-Chan to Asobo!
- Cardinal Arc: Konton no Fūsatsu
- Carmen Sandiego : Le Secret des tam-tams volés
- Carol Vorderman's Sudoku
- Cars : Quatre Roues
- Cars : La Coupe internationale de Martin
- Cars: Race-O-Rama
- CART Fury Championship Racing
- Cart Kings
- Cartagra
- Cartoon Kingdom
- Cartoon Network Racing
- Carwash Tycoon
- Casino Challenge
- Casper à l'école des fantômes
- Casper et le Trio fantôme
- Casper: Spirit Dimensions
- Castle Fantasia: Arihato Senki
- Castle Fantasia: Erenshia Senki Plus Stories
- Castle Shikigami II: War of the Worlds
- Castlevania: Lament of Innocence
- Castlevania: Curse of Darkness
- Castleween
- Catwoman
- Catz 2 (Catz en Europe)
- CaveMan Rock
- Cel Damage: Overdrive
- Celebrity Deathmatch
- Centre Court: Hard Hitter
- ChainDive
- Champions of Norrath
- Champions: Return to Arms
- Chandragupta: Warrior Prince
- Chanter: Kimi no Uta ga Todoitara
- Chaos Field: New Order
- Chaos Legion
- Chaos Wars
- Charlie et la Chocolaterie
- Charlie's Angels
- Charlotte aux fraises : Voyage au Pays des Fraisi-Rêves
- Check-i-TV
- Cheggers Party Quiz
- Chemist Tycoon
- Chenuen no San Goku Shi
- Cherry Blossom
- Chess Challenger
- Chess Crusade
- Chessmaster
- Chevaliers de Baphomet, Les : Le Manuscrit de Voynich
- Chicken Little
- Chicken Little : Aventures intergalactiques
- Chimpanzés de l'espace, Les
- Chō Gōka! Quiz Ketteiban
- Chō! Rakushii Internet Tomodachi Nowa
- Chō-jikū Yōsai Macross
- Chō-Saisoku! Zokusha King BU
- Choaniki: Sei Naru Protein Densetsu
- Chobits: Chii dake no Hito
- Chocolat: Maid Cafe Curio
- Chōkōsoku Igo
- Chōkōsoku Mahjong
- Chōkōsoku Mahjong Plus
- Chōkōsoku Reversi
- Chōkōsoku Shogi
- Choplifter: Crisis Shield
- Choro Q HG 4
- Choro Q Works
- Chroniques de Spiderwick, Les
- Chu~Kana Janshi
- Chulip
- CID The Dummy
- Cinderella
- Cinema Surfing: Yōga Taizen
- Circuit Blasters
- Circus Maximus: Chariot Wars
- City Crisis
- City Soccer Challenge
- Clannad
- Classic British Motor Racing
- Clear: Atarashii Kaze no Fuku Oka de
- Clever Kids: Dino Land
- Clever Kids: Pony World
- Climax Tennis: WTA Tour Edition
- Clock Tower 3
- Clock Zero: Shūen no Ichibyō
- Clover Heart's: Looking for Happiness
- Clover no Kuni no Alice
- Club Football
- Club Football 2005
- Clumsy Shumsy
- Cluster Edge
- Cocoto Fishing Master
- Cocoto Funfair
- Cocoto Kart Racer
- Cocoto Platform Jumper
- Code Age Commanders: Tsugu Mono Tsuga Reru Mono
- Code Geass: Lelouch of the Rebellion - Lost Colors
- Code Lyoko : Plongez vers l'infini
- Code of the Samurai
- Codename: Kids Next Door - Operation V.I.D.E.O.G.A.M.E.
- Coffret de jeux de société familial, Le
- Cold Fear
- Cold Winter
- Colin McRae Rally 3
- Colin McRae Rally 04
- Colin McRae Rally 2005
- College Hoops 2K6
- College Hoops 2K7
- College Hoops 2K8
- Coloball 2002
- Colorful Aquarium: My Little Mermaid
- Colorful Box: To Love
- Colorio: Hagaki Print
- Colosseum: Road to Freedom
- Combat Ace
- Combat Elite: WWII Paratroopers
- Combat Queen
- Commandos 2: Men of Courage
- Commandos: Strike Force
- Conan
- Conflict Zone
- Conflict: Desert Storm
- Conflict: Desert Storm II
- Conflict: Global Storm
- Conflict: Vietnam
- Conspiracy: Weapons of Mass Destruction
- Constantine
- Contra: Shattered Soldier
- Cool Boarders 2001
- Cool Boarders Code Alien
- Cool Shot
- Coraline
- Corde d'or, La
- Corde d'or 2, La
  - Corde d'or 2, La: Encore
- Corde d'or 3, La
- Corvette
- Corvette Evolution GT
- Countryside Bears
- Coupe du monde FIFA 2002
- Coupe du monde FIFA 2006
- Cowboy Bebop: Tsuioku no Serenade
- CR Nettō Power Pro Kun Pachitte Chonmage Tatsujin
- CR Pachinko Yellow Cab: Pachitte Chonmage Tatsujin 6
- CR Pachinko Dokaben: Pachitte Chonmage Tatsujin 7
- Crabby Adventure
- Crash 'n' Burn
- Crash : Génération Mutant
- Crash Bandicoot : La Vengeance de Cortex
- Crash Nitro Kart
- Crash of the Titans
- Crash Tag Team Racing
- Crash TwinSanity
- Crazy Chicken X
- Crazy Frog Racer
- Crazy Frog Racer 2
- Crashed
- Crazy Golf
- Crazy Golf: World Tour
- Crazy Taxi
- Crescent Suzuki Racing: Superbikes and Super Sidecars
- Cricket 2002
- Cricket 2004
- Cricket 2005
- Cricket 07
- Crime Life: Gang Wars
- Crimson Empire: Circumstances to Serve a Noble
- Crimson Sea 2
- Crimson Tears
- Crisis Zone
- Critical Bullet: 7th Target
- Critical Velocity
- Croque Canards
- Cross Channel
- Crossword
- Crusty Demons
- CT Special Forces: Fire for Effect
- Cubix Robots for Everyone: Showdown
- Cue Academy: Snooker, Pool, Billiards
- Culdcept
- Curry House CoCo Ichibanya
- Curse: The Eye of Isis
- Cy Girls
- Cyber Jansō
- Cyber Troopers Virtual-On Marz
- Cyclone Circus

## D
- D-A: Black
- D-A: White
- D-Unit Drift Racing
- D.Gray-man: Sōsha no Shikaku
- D.N.A.: Dark Native Apostle
- D.N.Angel: Kurenai no Tsubasa
- D1 Professional Drift Grand Prix Series
- D1 Professional Drift Grand Prix Series 2005
- Da Capo Plus Situation
- Da Capo: Four Seasons
- Da Capo: The Origin
- Da Capo II Plus Situation
- Da Capo: Innocent Finale
- Da Vinci Code
- Daemon Summoner
- Dai Guruguru Onsen
- Dai-2-Ji Super Robot Taisen Alpha
- Dai-3-Ji Super Robot Taisen Alpha: Shūen no Ginga e
- Daisan Teikoku Kōbōki
- Daisan Teikoku Kōbōki 2
- Daisenryaku 1941
- Daisenryaku VII: Exceed
- Daisenryaku: Dai Tōa Kōbōshi - Tora Tora Tora Ware Kishū ni Seikō Seri
- Daito Giken Kōshiki Pachi-Slot Simulator: 24 - Twenty-Four
- Daito Giken Kōshiki Pachi-Slot Simulator: Hihōden
- Daito Giken Kōshiki Pachi-Slot Simulator: Ossu! Banchō
- Daito Giken Kōshiki Pachi-Slot Simulator: Shake II
- Daito Giken Kōshiki Pachi-Slot Simulator: Shin Yoshimune
- Daito Giken Kōshiki Pachi-Slot Simulator: Yoshimune
- Dakar 2
- Dalmatians 3
- Dance Dance Revolution Extreme
- Dance Dance Revolution Extreme 2
- Dance Dance Revolution Party Collection
- Dance Dance Revolution Strike
- Dance Dance Revolution SuperNova
- Dance Dance Revolution SuperNova 2
- Dance Dance Revolution: 6th Mix
- Dance Dance Revolution: 7th Mix
- Dance Dance Revolution: Disney Channel Edition
- Dance Dance Revolution X
- Dance Dance Revolution X2
- Dance Factory
- Dance Fest
- Dance Party: Club Hits
- Dance Party: Pop Hits
- Dance Summit 2001: Bust a Groove
- Dance: UK
- Dance: UK eXtra Trax
- Dance: UK XL Party
- Dancing Stage Fever
- Dancing Stage Fusion
- Dancing Stage Max
- Dancing Stage MegaMix
- Dancing with the Stars
- Darius Gaiden
- Dark Angel: Vampire Apocalypse
- Dark Chronicle
- Dark Cloud
- Dark Summit
- Dark Wind
- Darkwatch
- Dave Mirra Freestyle BMX 2
- David Beckham Soccer
- David Douillet Judo
- Dawn of Mana
- DDR Festival Dance Dance Revolution
- DDR Party Collection
- DDRMAX: Dance Dance Revolution 6th Mix
- DDRMAX2: Dance Dance Revolution
- DDRMAX2: Dance Dance Revolution 7th Mix
- De Grote Nederlandse Voetbalquiz
- Dead Eye Jim
- Dead or Alive 2
- Dead to Rights
- Dead to Rights II
- Deadly Skies III
- Dear Boys: Fast Break!
- Dear My Friend: Love Like Powdery Snow
- Dear My Sun!! Musk * Ikusei * Capriccio
- DearS
- Death by Degrees
- Death Connection
- Deer Hunter
- Def Jam Vendetta
- Def Jam: Fight for NY
- Defender
- Deka Voice
- Delta Force: Black Hawk Down
- Delta Force: Black Hawk Down - Team Sabre
- Demon Chaos
- Densha de Go! 3 Tsūkinhen
- Densha de Go! Final
- Densha de Go! Ryojōhen
- Densha de Go! Professional 2
- Densha de Go! Shinkansen: Sanyō Shinkansen-hen
- Derby Stallion 04
- Derby Tsuku 3: Derby Uma o Tsukurō!
- Derby Tsuku 4: Derby Uma o Tsukurō!
- Derby Uma o Tsukurō! 5
- Désastreuses Aventures des orphelins Baudelaire, Les
- Desert Kingdom
- Desi Adda: Games of India
- Desire
- Dessert Love: Sweet Plus
- Destroy All Humans!
- Destroy All Humans! 2
- Destruction Derby: Arenas
- Detonator
- Deus Ex
- Devil Kings
- Devil May Cry
- Devil May Cry 2
- Devil May Cry 3 : L'Éveil de Dante
- Di Gi Charat Fantasy Excellent
- Diabolik: The Original Sin
- DICE: DNA Integrated Cybernetic Enterprises
- Die Hard: Vendetta
- Diet Channel
- Digimon Rumble Arena 2
- Digimon World 4
- Digimon World Data Squad
- Digital Holmes
- Dino Stalker
- Dinosaur Adventure
- Dinosaure
- Dinotopia: The Sunstone Odyssey
- Dirge of Cerberus: Final Fantasy VII
- Disgaea: Hour of Darkness
- Disgaea 2: Cursed Memories
- Disney Golf
- Disney Move
- Disney Princesse : Un voyage enchanté
- Disney Think Fast
- Disney's Extreme Skate Adventure
- DJ Hero
- DJ: Decks and FX
- DJbox
- DoDonPachi Daiōjō
- Dog Island, The
- Dog of Bay
- Dog's Life
- DogStation
- Dogz 2 (Dogz en Europe)
- Dokapon DX: Wataru Sekai wa Oni Darake
- Dokapon the World
- Dokapon Kingdom
- Doko Demo Issho: Toro to Ippai
- Doko Demo Issho: Toro to Nagare Boshi
- Doko Demo Issho: Watashi na Ehon
- Doko e Iku no, Anohi
- Don 2: The Game
- Donald Duck Couak Attack
- Donald Duck : Qui est PK ?
- Donkey Xote
- Doomsday Racers
- Dora l'exploratrice : Joyeux Anniversaire
- Dora l'exploratrice : Voyage sur la Planète Violette
- Dora sauve la princesse des neiges
- Dora sauve le royaume de cristal
- Dora sauve les sirènes
- Double Reaction! Plus
- Downforce
- Downhill Domination
- Downhill Slalom
- Downtown Run
- Dr. Dolittle
- Dr. Muto
- Dr. Seuss' The Cat in the Hat
- Drag Racer USA
- Dragon Ball Z: Budokai
- Dragon Ball Z: Budokai 2
- Dragon Ball Z: Budokai 3
- Dragon Ball Z: Budokai Tenkaichi
- Dragon Ball Z: Budokai Tenkaichi 2
- Dragon Ball Z: Budokai Tenkaichi 3
- Dragon Ball Z: Infinite World
- Dragon Ball Z: Sagas
- Dragon Blaze
- Dragon des mers, Le : La Dernière Légende
- Dragon Quest V : La Fiancée céleste
- Dragon Quest : L'Odyssée du roi maudit
- Dragon Quest: Shōnen Yangus to Fushigi no Dungeon
- Dragon Quest and Final Fantasy in Itadaki Street Special
- Dragon Rage
- Dragon Shadow Spell
- Dragon's Lair 3D: Return to the Lair
- Drakan: The Ancients' Gates
- Drakengard
- Drakengard 2
- DreamMix TV World Fighters
- Driven
- DRIV3R
- Driver: Parallel Lines
- Driving Emotion Type-S
- Dropship: United Peace Force
- DrumMania
- DT Carnage
- DT Racer
- Dual Hearts
- Duel Masters
- Duel Masters: Birth of Super Dragon
- Duel Savior Destiny
- Dukes of Hazzard, The: Return of the General Lee
- Dynasty Tactics
- Dynasty Tactics 2
- Dynasty Warriors 2
- Dynasty Warriors 3
- Dynasty Warriors 3: Xtreme Legends
- Dynasty Warriors 4
- Dynasty Warriors 4: Xreme Legends
- Dynasty Warriors 4: Empires
- Dynasty Warriors 5
- Dynasty Warriors 5: Empires
- Dynasty Warriors 5: Xtreme Legends
- Dynasty Warriors 6
- Dynasty Warriors: Gundam
- Dynasty Warriors: Gundam 2

## E
- E'tude Prologue: Yureugoku Kokoro no Katachi
- Eagle Eye Golf
- Earache Extreme Metal Racing
- Ecco the Dolphin: Defender of the Future
- Echo Night: Beyond
- Ed, Edd n Eddy: The Mis-Edventures
- Edel Blume
- Edomono
- Ef: A Fairy Tale of the Two
- Eggo Mania
- Eien no Aselia: Kono Daichi no Hate de
- Eikan wa Kimini 2002: Kōshien no Kodō
- Eikan wa Kimini 2004: Kōshien no Kodō
- Eikan wa Kimini: Kōshien e no Michi
- Eikan wa Kimini: Kōshien no Hasha
- Eisei Meijin IV
- Eisei Meijin V
- Eisei Meijin VI
- Eisei Meijin VII
- eJay Clubworld
- El Tigre : Les Aventures de Manny Riviera
- Elemental Gerad: Matoe, Suifu no Ken
- Elminage: Yami no Miko to Kamigami no Yubiwa
- Elvandia Story
- Elysion
- Empire of Atlantis
- Endgame
- Endonesia
- Energy Airforce
- Energy Airforce Aim Strike!
- England International Football
- Enter the Matrix
- Enthusia Professional Racing
- Entraîneur 5, L'
- Entraîneur 2006, L'
- Entraîneur 2007, L'
- EOE: Eve of Extinction
- Ephemeral Fantasia
- Eragon
- Erde: Nezu no Izuki no Shita de
- Erementar Gerad: Matoe, Suifū no Tsurugi
- Escape from Monkey Island
- Espgaluda
- ESPN College Hoops
- ESPN College Hoops 2K5
- ESPN International Track and Field
- ESPN International Winter Sports
- ESPN Major League Baseball
- ESPN MLS ExtraTime
- ESPN National Hockey Night
- ESPN NBA 2K5
- ESPN NBA 2Night
- ESPN NBA 2Night 2002
- ESPN NBA Basketball
- ESPN NFL 2K5
- ESPN NFL Football
- ESPN NFL PrimeTime 2002
- ESPN NHL 2K5
- ESPN NHL Hockey
- ESPN Winter X-Games Snowboarding
- ESPN Winter X-Games Snowboarding 2
- ESPN X Games Skateboarding
- Eternal Poison
- Eternal Ring
- Étrange Noël de monsieur Jack, L' : La Revanche d'Oogie
- Eureka Seven Vol. 1: The New Wave
- Eureka Seven Vol. 2: The New Vision
- Euro Rally Championship
- European Tennis Pro
- Evangelion: Jo
- EVE Burst Error Plus
- EVE: New Generation
- Ever 17: The Out of Infinity
- Everblue
- Everblue 2
- Evergrace
- EverQuest Online Adventures
  - EverQuest Online Adventures: Frontiers
- Everybody's Golf 4
- Everybody's Tennis
- Evil Dead: A Fistful of Boomstick
- Evil Dead: Regeneration
- Evil Twin: Cyprien's Chronicles
- Evolution GT
- Evolution Skateboarding
- Evolution Snowboarding
- EX Jinsei Game
- EX Jinsei Game II
- EX Okuman Chōja Game
- Experts, Les : Las Vegas - Crimes en série
- Extermination
- Extreme Championship Racing: Devastation
- Extreme Sprint 3010
- ExZeus
- Eyeshield 21: AmeFoot Yarōze! Ya! Ha!
- EyeToy: Active
- EyeToy: AntiGrav
- EyeToy: Chat
- EyeToy: Groove
- EyeToy: Kinetic
- EyeToy: Kinetic Combat
- EyeToy: Monkey Mania
- EyeToy: Play
- EyeToy: Play 2
- EyeToy: Play 3
- EyeToy Play: Astro Zoo
- EyeToy Play: Hero
- EyeToy Play: PomPom Party
- EyeToy Play: Sports

## F
- F: Fanatic
- F.C. Manager 2006
- F.C. Manager 2007
- F1 2001
- F1 2002
- F1 Career Challenge
- F1 Championship : Saison 2000
- F1 Racing Championship
- F355 Challenge
- Fahrenheit
- Fairly Odd Parents: Breakin' Da Rules
- Fairly Odd Parents: Shadow Showdown
- Falling Stars
- Fallout: Brotherhood of Steel
- Family Board Games
- Family Feud
- Fantastic Fortune 2
- Fantastic Fortune 2: Triple Star
- Fantavision
- Fast and the Furious, The
- Fatal Fury: Battle Archives Volume 1
- Fatal Fury: Battle Archives Volume 2
- Fate/stay night Réalta Nua
- Fate/unlimited codes
- Ferrari Challenge: Trofeo Pirelli
- Ferme en folie, La
- Festa!! Hyper Girls Party
- Fever 6
- Fever 7
- Fever 8
- Fever 9
- FIFA Football 2001
- FIFA Football 2002
- FIFA Football 2003
- FIFA Football 2004
- FIFA Football 2005
- FIFA 06
- FIFA 07
- FIFA 08
- FIFA 09
- FIFA 10
- FIFA 11
- FIFA 12
- FIFA 13
- FIFA 14
- FIFA Soccer World Championship
- FIFA Street
- FIFA Street 2
- FIFA Total Football
- FIFA Total Football 2
- Fight Club
- Fight Night 2004
- Fight Night: Round 2
- Fight Night: Round 3
- FightBox
- Fighter Maker 2
- Fighting for One Piece
- Fighting Fury
- Final Approach
- Final Approach 2: 1st Priority
- Final Armada
- Final Fantasy X
  - Final Fantasy X International
- Final Fantasy X-2
  - Final Fantasy X-2 International + Last Mission
- Final Fantasy XI
  - Final Fantasy XI: Rise of the Zilart
  - Final Fantasy XI: Chains of Promathia
  - Final Fantasy XI: Treasures of Aht Urhgan
  - Final Fantasy XI : Les Guerriers de la Déesse
- Final Fantasy XII
  - Final Fantasy XII International
- Final Fight: Streetwise
- Finalist
- Finkles World
- Finny the Fish and the Seven Waters
- Fire Blade
- Fire Heroes
- Fire Pro Wrestling Returns
- Fire Pro Wrestling Z
- Firefighter F.D. 18
- First Kiss: Monogatari I and II
- Fisherman's Challenge
- Fishing Fantasy: BuzzRod
- Flame of Recca: Final Burning
- FlatOut
- FlatOut 2
- Flintstones, The: Bedrock Racing
- Flipnic
- Flow: Urban Dance Uprising
- Flower, Sun, and Rain
- Football Kingdom: Trial Edition
- For Symphony: With All One's Heart
- Forbidden Siren
- Forbidden Siren 2
- Ford Mustang: The Legend Lives
- Ford Racing 2
- Ford Racing 3
- Ford Racing Off Road
- Ford Street Racing
- Ford vs. Chevy
- Forever Kingdom
- Forgotten Realms: Demon Stone
- Formation Final
- Formula Challenge
- Formula One 2001
- Formula One 2002
- Formula One 2003
- Formula One 04
- Formula One 05
- Formula One 06
- Fourmiz Extreme Racing
- Fragments Blue
- Fragrance Tale
- Frank Herbert's Dune
- Franklin: A Birthday Surprise
- Frankie Dettori Racing
- Freak Out
- Freak Out: Extreme Freeride
- Freaky Flyers
- Free Running
- Freedom Fighters
- Freekstyle
- Freestyle Metal X
- Frequency
- Friends : Celui qui répond à toutes les questions
- Friends: Seishun no Kagayaki
- Frogger: Ancient Shadow
- Frogger Beyond
- Frogger: The Great Quest
- Frogger's Adventures: The Rescue
- Front Mission 4
- Front Mission 5: Scars of the War
- Front Mission Online
- Fruit Machine Mania
- Fruitfall
- Fu'un Super Combo
- Fu-un Bakumatsu-den
- Fu-un Shinsengumi
- Fukakutei Sekai no Tantei Shinshi: Akugyō Futaasa no Jiken File
- Full House Kiss
- Full House Kiss 2
- Full Spectrum Warrior
- Full Spectrum Warrior: Ten Hammers
- Fullmetal Alchemist and the Broken Angel
- Fullmetal Alchemist: Dream Carnival
- Fullmetal Alchemist 2: Curse of the Crimson Elixir
- Fullmetal Alchemist 3: Kami o Tsugu Shōjo
- Fūn Bakumatsuden
- Fur Fighters: Viggo's Revenge
- Fūraiki
- Fūraiki 2
- Furasera: Hurrah! Sailor
- Furry Tales
- Fushigi no Kuni no Alice
- Fushigi no Umi no Nadia: Inherit the Blue Water
- Fushigi Yūgi: Genbu Kaiten Gaiden - Kagami no Miko
- Fushigi Yūgi: Suzaku Ibun
- Futakoi
- Futakoi alternative
- Futakoi: Koi to Mizugi no Survival
- Futari no Fantavision
- Futurama
- Future Tactics: The Uprising

## G
- G-Darius
- G-Force
- G-Saviour
- G-Surfers
- G-Taste Mahjong
- G.I. Joe : Le Réveil du Cobra
- G1 Jockey
- G1 Jockey 2
- G1 Jockey 3
- G1 Jockey 3 2003
- G1 Jockey 3 2005 Nendoban
- G1 Jockey 4
- G1 Jockey 4 2006
- G1 Jockey 4 2007
- G1 Jockey 4 2008
- Gacharoku
- Gacharoku 2: Kondo wa Sekai Isshuu yo!!
- Gachinko Pro Yakyū
- Gadget et Gadgetinis
- Gaelic Games: Football
- Gaelic Games: Football 2
- Gaelic Games: Hurling
- Gaika no Gōhō: Air Land Force
- Gakkō o Tsukurō!! Happy Days
- Gakuen Alice: Kira Kira Memory Kiss
- Gakuen Heaven: Boy's Love Scramble
- Gakuen Heaven: Boy's Love Scramble - Type B
- Gakuen Heaven: Okawari! Boy's Love Attack!
- Gakuen Toshi Vara Noir
- Gakuen Utopia: Manabi Straight! Kira Kira Happy Festa!
- Galactic Wrestling: Featuring Ultimate Muscle
- Galaxy Angel
- Galaxy Angel: Moonlit Lovers
- Galaxy Angel: Eternal Lovers
- Galaxy Angel II: Zettai Ryōki no Tobira
- Galaxy Angel II: Mugen Kairō no Kagi
- Galaxy Angel II: Eigō Kaiki no Toki
- Galerians: Ash
- Gallop Racer 2001
- Gallop Racer 2003
- Gallop Racer 2004
- Gallop Racer 2006
- Gallop Racer Inbreed
- Gambler Densetsu Tetsuya
- Gambler Densetsu Tetsuya Digest
- Gambler Densetsu Tetsuya: Kurōto Chōjō Kessen
- Game Center USA: Midway Arcade Treasures
- Game ni Nattayo! Dokuro-chan
- Game Select 5 Wa
- Game Select 5 You
- Games Galaxy 2
- Gang de requins
- Gangsters Ride
- Gantz: The Game
- Garfield
- Garfield 2
- Garfield: Lasagna World Tour
- Garfield : Sauver Arlène
- Garōden Breakblow
- Garōden Breakblow: Fist or Twist
- Garou: Mark of the Wolves
- Gauntlet: Dark Legacy
- Gauntlet: Seven Sorrows
- Gecen USA Midway Arcade Treasures
- Gecko Blaster
- Gegege no Kitarō: Ibun Yōkai Kitan
- Gekikūkan Pro Baseball: The End of the Century 1999
- Gekitō Pro Yakyū
- Gendai Daisenryaku: Isshoku Sokuhatsu - Gunji Balance Hōkai
- Gendai Yōgo no Kiso Chishiki 2001
- Gene Troopers
- Generation of Chaos
- Generation of Chaos Desire
- Generation of Chaos III: Toki no Fūin
- Generation of Chaos IV
- Generation of Chaos Next
- Genji: Dawn of the Samurai
- Genshi no Kotoba
- Georama Sensen Ijō Nashi: Stalingrad e no Michi
- George of the Jungle and the Search for the Secret
- Georges le petit curieux
- Germany's Next Topmodel 2009
- Get On Da Mic
- Get Ride! AMDriver: Sōkoku no Shinjitsu
- Getaway, The
- Getaway, The: Black Monday
- GetBackers Dakkanya: Dakkandayo! Zenin Shūgō!!
- GetBackers Dakkanya: Ubawareta Mugenjō
- GetBackers Dakkanya: Urashinshiku Saikyō Battle
- Getsumento Heiki Mina: Futatsu no Project M
- Ghost in the Shell: Stand Alone Complex
- Ghost Master
- Ghost Rider
- Ghost Vibration
- Ghosthunter
- Giant Robo: The Game
- Giants: Citizen Kabuto
- Gift
- Gift: Prism
- GigaWing Generations
- GIGN Anti-Terror Force
- Gin no Eclipse
- Gintama Gin-San to Issho! Boku no Kabuki Machi Nikki
- Girl Zone
- Girls Bravo Romance 15's
- Gitaroo Man
- Gladiator: Sword of Vengeance
- Gladius
- Glass Rose
- Global Folktale
- Global Touring Challenge: Africa
- Go Diego ! Au secours du dinosaure
- Go Diego ! Mission Safari
- Go Go Copter
- Go Go Golf
- Go Kart Rally
- Goblin Commander: Unleash the Horde
- Gobuato no Sekai
- God Hand
- God of War
- God of War II
- Godai: Elemental Force
- Godzilla: Save the Earth
- Godzilla: Unleashed
- Gokujō Seitokai
- Gokuraku Jan Premium
- Gold X
- Golden Age of Racing
- GoldenEye : Au service du mal
- Golf Navigator Vol. 1
- Golf Navigator Vol. 2
- Golf Navigator Vol. 3
- Golf Navigator Vol. 4
- Golf Paradise
- Goodyear Racing
- Goosebumps HorrorLand
- Gottlieb Pinball Classics
- Gradius III and IV
- Gradius V
- Gran Turismo 3: A-Spec
- Gran Turismo 4
- Gran Turismo 4 Prologue
- Gran Turismo Concept: 2001 Tokyo
- Gran Turismo Concept: 2002 Tokyo - Seoul
- Gran Turismo Concept: 2002 Tokyo - Geneva
- Grand Prix Challenge
- Grand Theft Auto: The Trilogy
  - Grand Theft Auto III
  - Grand Theft Auto: Vice City
  - Grand Theft Auto: San Andreas
- Grand Theft Auto: Liberty City Stories
- Grand Theft Auto: Vice City Stories
- Grande Évasion, La
- Grande quiz sul calcio italiano, Il
- Grandia II
- Grandia III
- Grandia Xtreme
- Gravity Games Bike: Street Vert Dirt
- Green Green: Kane no Oto (Dynamic et Romantic)
- Greg Hastings' Tournament Paintball Max'd
- Gregory Horror Show
- Gretzky NHL 2005
- Gretzky NHL 06
- Griffin, le jeu vidéo - Les
- GrimGrimoire
- Grooverider: Slot Car Racing
- Growlanser Generations
- Growlanser II: The Sense of Justice
- Growlanser III: The Dual Darkness
- Growlanser IV: Wayfarer of the Time
- Growlanser IV: Wayfarer of the Time - Return
- Growlanser: Heritage of War
- Growlanser VI: Precarious World
- GT Racers
- GT-R 400
- GT-R Touring
- GTC Africa
- Guardian Angel
- Guerrilla Strike
- Guilty Gear Isuka
- Guilty Gear X
- Guilty Gear X Plus
- Guilty Gear X2
- Guilty Gear XX Reload
- Guilty Gear XX Slash
- Guilty Gear XX Accent Core
- Guilty Gear XX Accent Core Plus
- Guisard Revolution: Bokura wa Omoi o Mi ni Matō
- Guitar Freaks 3rd Mix / DrumMania 2nd Mix
- Guitar Freaks 4th Mix / DrumMania 3rd Mix
- Guitar Freaks V and DrumMania V
- Guitar Freaks V2 and DrumMania V2
- Guitar Freaks V3 and DrumMania V3
- Guitar Hero
- Guitar Hero II
- Guitar Hero 3: Legends of Rock
- Guitar Hero: World Tour
- Guitar Hero 5
- Guitar Hero: Rocks the 80s
- Guitar Hero: Aerosmith
- Guitar Hero: Metallica
- Guitar Hero: Van Halen
- Guitar Hero: Smash Hits
- Gumball 3000
- Gun
- Gunbird: Special Edition
- Gunbird 2
- Guncom 2
- Gungrave
- Gungrave: Overdose
- Gunfighter II: Revenge of Jesse James
- Gungriffon Blaze
- Gunparade Orchestra (Ao no Shō, Midori no Shō et Shiro no Shō)
- Gunslinger Girl Vol. I
- Gunslinger Girl Vol. II
- Gunslinger Girl Vol. III
- Guts da!! Mori no Ishimatsu
- Guy Game, The

## H
- H2O+: Footprints in the Sand
- Habitrail Hamster Ball
- Hachi-One Diver
- .hack//fragment
- .hack//G.U. vol. 1//Rebirth
- .hack//G.U. vol. 2//Reminisce
- .hack//G.U. vol. 3//Redemption
- .hack//Infection
- .hack//Mutation
- .hack//Outbreak
- .hack//Quarantine
- Hai-Shin 3
- Hajime no Ippo: Victorious Boxers - Championship Version
- Hajime no Ippo 2: Victorious Road
- Hakarena Heart: Kimi ga Tame ni Kagayaki o
- Hakoniwa Tetsudō: Blue Train Tokkyūhen
- Hakuōki: Demon of the Fleeting Blossom
- Hakuōki: Reimeiroku
- Hakuōki: Zuisōroku
- Hakushaku to Yōsei: Yume to Kizuna ni Omoi Hasete
- Half-Life
  - Half-Life: Decay
- Hametsu no Mars
- Hamster Heroes
- Hana to Otome ni Shukufuku o: Harukaze no Okurimono
- Hana to Taiyō to Ame to
- Hanabi Hyakkei
- Hanabi Shokunin Ninarō 2
- Hanafuda
- Hanakisō
- Hanayoi Romanesque: Ai to Kanashimi Sore wa Kimi no Tame no Aria
- Hanjuku Eiyū 4: 7-Jin no Hanjuku Eiyū
- Hanjuku Eiyū Tai 3D
- Hanuman: Boy Warrior
- Happiness! De-Lucks
- Happy Breeding: Cheerful Party
- Happy Feet
- Happy! Happy!! Boarders in Hokkaido
- Hannah Montana: Spotlight World Tour
- Hansel and Gretel
- Hard Hitter 2
- Hard Rock Casino
- Hardware: Online Arena
- Harley-Davidson Motorcycles: Race to the Rally
- Harry Potter à l'école des sorciers
- Harry Potter et la Chambre des secrets
- Harry Potter et le Prisonnier d'Azkaban
- Harry Potter et la Coupe de feu
- Harry Potter et l'Ordre du Phénix
- Harry Potter et le Prince de sang-mêlé
- Harry Potter : Coupe du monde de quidditch
- Haru no Ashioto: Step of Spring
- Harukanaru toki no naka de 2
- Harukanaru toki no naka de 3
- Harukanaru toki no naka de 3: Izayoiki
- Harukanaru toki no naka de 3: Unmei no Labyrinth
- Harukanaru toki no naka de 4
- Harukanaru toki no naka de: Hachiyōshō
- Harukanaru toki no naka de: Maihitoyo
- Harukanaru toki no naka de: Yumenōkihashi
- Harvest Fishing
- Harvest Moon: A Wonderful Life
- Harvest Moon: Save the Homeland
- Harvey Birdman: Attorney at Law
- Hasbro Family Game Night
- Hatsukoi: First Kiss
- Haunting Ground
- Haven: Call of the King
- Hawk Kawasaki Racing
- Hayarigami: Keishichō Kaii Jiken File
- Hayarigami Revenge: Keishichō Kaii Jiken File
- Hayarigami 2: Keishichō Kaii Jiken File
- Headhunter
- Headhunter: Redemption
- Heart no Kuni no Alice: Wonderful Wonder World
- Heatseeker
- Heavy Metal Thunder
- Heisei Bakutoden
- Hello Kitty: Roller Rescue
- Heracles: Battle with the Gods
- Heracles: Chariot Racing
- Herdy Gerdy
- Hermina to Culus
- Heroes of Might and Magic: Quest for the DragonBone Staff
- Heroes of the Pacific
- Héros de la Ligue des justiciers
- Hidden Invasion
- Higanbana
- Higurashi no naku koro ni
- High Heat Major League Baseball 2002
- High Heat Major League Baseball 2003
- High Heat Major League Baseball 2004
- High Rollers Casino
- High School Musical 3 Dance ! Nos années lycée
- Higurashi no naku koro ni Matsuri
- Higurashi no naku koro ni Matsuri: Kakera Asobi
- Hiiro no Kakera: Aizōban
- Hiiro no Kakera: Ano Sora no Shita de
- Hiiro no Kakera: Shin Tamayori Hime Denshō
- Himehibi: New Princess Days!! Zoku! Ni-Gakki
- Himehibi: Princess Days
- Hissatsu Pachi-Slot Evolution: Ninja Hattori-Kun V
- Hissatsu Pachinko Evolution 2: Osomatsu-Kun
- Hissatsu Pachinko Station V: Honoo no Bakushōgun
- Hissatsu Pachinko Station V2
- Hissatsu Pachinko Station V3
- Hissatsu Pachinko Station V4
- Hissatsu Pachinko Station V5
- Hissatsu Pachinko Station V6
- Hissatsu Pachinko Station V7
- Hissatsu Pachinko Station V8
- Hissatsu Pachinko Station V9: Osomatsu-kun
- Hissatsu Pachinko Station V10
- Hissatsu Pachinko Station V11
- Hissatsu Ura-Kagyō
- Hisshō Pachinko Kōryoku Series Vol. 1: CR Shinseiki Evangelion
- Hisshō Pachinko*Pachi-Slot Kōryoku Series Vol. 2: Bomber Powerful and Yume Yume World DX
- Hisshō Pachinko*Pachi-Slot Kōryoku Series Vol. 3: CR Marilyn Monroe
- Hisshō Pachinko*Pachi-Slot Kōryoku Series Vol. 4: CR Ashita Gaarusa Yoshimoto World
- Hisshō Pachinko*Pachi-Slot Kōryoku Series Vol. 5: CR Shinseiki Evangelion 2nd Impact * Pachi-Slot Shinseiki Evangelion
- Hisshō Pachinko*Pachi-Slot Kōryoku Series Vol. 6: 7Cafe Keishikina Bomber Powerful 2
- Hisshō Pachinko*Pachi-Slot Kōryoku Series Vol. 7: CR Fever Powerful Zero
- Hisshō Pachinko*Pachi-Slot Kōryoku Series Vol. 8: CR Matsura Aya
- Hisshō Pachinko*Pachi-Slot Kōryoku Series Vol. 9: CR Fever Captain Harlock
- Hisshō Pachinko*Pachi-Slot Kōryoku Series Vol. 10: CR Shinseiki Evangelion: Kiseki no Kachi
- Hisshō Pachinko*Pachi-Slot Kōryoku Series Vol. 11: Shinseiki Evangelion - Magokoro o, Kimi ni
- Hisshō Pachinko*Pachi-Slot Kōryaku Series Vol. 12: CR Shinseiki Evangelion - Shito, Futatabi
- Hisshō Pachinko*Pachi-Slot Kōryaku Series Vol. 13: Shinseiki Evangelion - Yakusoku no Toki
- Hisshō Pachinko*Pachi-Slot Kōryaku Series Vol. 14: CR Shinseiki Evangelion: Saigo no Mono
- History Channel, The: Battle for the Pacific
- History Channel, The: Civil War - A Nation Divided
- History Channel, The: Civil War - Secret Missions
- History Channel, The: Great Battles of Rome
- Hisui no Shizuku: Hiiro no Kakera 2
- Hitman 2: Silent Assassin
- Hitman: Contracts
- Hitman: Blood Money
- Hōkago wa Gin no Shirabe
- Hokenshitsu e Yōkoso
- Hokkahoka Sentō
- Hokuto no Ken: Shinpan no Sōsōsei Kengō Retsuden
- Home Alone
- Home Maid: Owari no Tachi
- Homerun
- Homura
- Honkakuha 2000 Series: 3D Mahjong + Janpai Tori
- Honkakuteki Pachinko Jikki Kōryaku Series: Milky Bar and Kirakuin
- Honoo no Takuhaibin
- Hooligan: Kimi no Naka no Yūki
- Hoppie
- Horse Breaker
- Hoshi Furu
- Hoshi no Furu Toki
- Hoshigari Empusa
- Hoshiiro no Okurimono
- Hōshin Engi 2
- Hot Shots Golf 3
- Hot Shots Golf Fore!
- Hot Shots Golf Online
- Hot Wheels: Beat That!
- Hot Wheels: Stunt Track Challenge
- Hot Wheels: Velocity X - Maximum Justice
- Hot Wheels: World Race
- Hudson Selection Vol. 1: Cubic Lode Runner
- Hudson Selection Vol. 2: Star Soldier
- Hudson Selection Vol. 3: PC Genjin
- Hudson Selection Vol. 4: Takahashi Meijin no Bōken Jima
- Hue
- Hugo Bukkazoom!
- Hugo: Cannon Cruise
- Hugo: Magic in the Troll Woods
- Hulk
- Hummer Badlands
- Hungry Ghosts
- Hunter: The Reckoning - Wayward
- Hunter X Hunter: Ryumyaku no Saidan
- Hyakko: Yorozuya Jikenbo!
- Hype: The Time Quest
- Hyper Street Fighter II: The Anniversary Edition

## I
- I Love Baseball: Pro Yakyū o Koyonaku Aisuru Hitotachi e
- I-Ninja
- I.Q. Remix+: Intelligent Qube
- I/O
- I's Pure
- Ibara
- Ichigeki Sacchū!! HoiHoi-San
- Ichigo 100% Strawberry Diary
- Ichigo Mashimaro
- Ico
- Ide Yosuke no Mahjong Kazoku 2
- Idol Janshi R: Janguru Project
- Idol Janshi Suchie-Pai IV
- Igo
- Igo 4
- IGPX: Immortal Grand Prix
- IHRA Drag Racing 2
- IHRA Professional Drag Racing 2005
- IHRA Drag Racing: Sportsman Edition
- Iinazuke
- Ikki Tōsen: Shining Dragon
- Ikuze! Onsen Takkyū!!
- Impossible Mission
- In the Groove
- Inaka Kurashi: Nan no Shima no Monogatari
- Incredible Hulk, The
- Incredible Hulk, The: Ultimate Destruction
- Indestructibles (les)
- Indestructibles : La Terrible Attaque du Démolisseur (les)
- Indiana Jones et le Sceptre des rois
- Indiana Jones et le Tombeau de l'empereur
- IndyCar Series
- IndyCar Series 2005
- Infinity Plus
- Initial D: Special Stage
- Initial D: Takahashi Ryosuke no Typing Saisoku Riron
- Innocent Life: A Futuristic Harvest Moon
- Inspecteur Gadget : L'Invasion des robots MAD
- Intellivision Lives: The History of Video Gaming
- Interlude
- International Cricket Captain III
- International Cue Club
- International Cue Club 2
- International Golf Pro
- International League Soccer
- International Pool Championship
- International Snooker Championship
- International Super Karts
- International Superstar Soccer
- International Superstar Soccer 2
- International Superstar Soccer 3
- International Tennis Pro
- Internet Igo
- Internet Mahjong
- Internet Othello
- Internet Shogi
- Inuyasha: Feudal Combat
- Inuyasha: The Secret of the Cursed Mask
- Iridium Runners
- Iris
- Iron Aces 2
- Iron Chef
- Iron Man
- Iron Storm
- Ishikura Noboru no Igo Kōza (Chūkyūhen, Nyūmonhen, Jōkyūhen)
- Island Xtreme Stunts
- Itadaki Street 3
- Itsuka, Todoku, Ano Sora ni
- Izayoi Renka
- Izumo 2
- Izumo 2: Gakuen Kyōsōkyoku - Double Tact
- Izumo Complete
- Izumo Zero

## J
- J.League Pro Soccer Club o Tsukurō! 3
- J.League Pro Soccer Club o Tsukurō! '04
- J.League Pro Soccer Club o Tsukurō! 5
- J.League Tactics Manager
- J.League Winning Eleven 5
- J.League Winning Eleven 6
- J.League Winning Eleven 8: Asia Championship
- J.League Winning Eleven 9: Asia Championship
- J.League Winning Eleven 10 + Europa League 06-07
- J.League Winning Eleven 2007: Club Championship
- J.League Winning Eleven 2008: Club Championship
- J.League Winning Eleven 2009: Club Championship
- J.League Winning Eleven 2010: Club Championship
- J.League Winning Eleven Tactics
- Jackass the Game
- Jackie Chan Adventures
- Jackpot Madness
- Jade Cocoon 2
- Jak and Daxter: The Precursor Legacy
- Jak II : Hors-la-loi
- Jak 3
- Jak and Daxter: The Lost Frontier
- Jak X
- James Cameron's Dark Angel
- James Pond: Codename RoboCod
- Jamster Allstars
- Jan Sangoku Musō
- Jaws Unleashed
- Jeep Thrills
- Jello
- Jelly Belly: Ballistic Beans
- Jeopardy! 2003
- Jeremy McGrath Supercross 2000
- Jeremy McGrath Supercross World
- Jet de Go! 2: Let's Go By Airliner
- Jet Ion GP
- Jet Ski Riders
- Jet X2O
- Jetix Puzzle Buzzle
- Jewels Ocean: Star of Sierra Leone
- Jigoku Shōjo Mioyosuga
- Jikkyō G1 Stable
- Jikkyō G1 Stable 2
- Jikkyō J.League Perfect Striker 3
- Jikkyō J.League Perfect Striker 4
- Jikkyō J.League Perfect Striker 5
- Jikkyō Jitsumei Keiba Dream Classic 2001 (Autumn et Spring)
- Jikkyō Powerful Major League
- Jikkyō Powerful Major League 2009
- Jikkyō Powerful Pro Yakyū 7
  - Jikkyō Powerful Pro Yakyū 7 Ketteiban
- Jikkyō Powerful Pro Yakyū 8
  - Jikkyō Powerful Pro Yakyū 8 Ketteiban
- Jikkyō Powerful Pro Yakyū 9
  - Jikkyō Powerful Pro Yakyū 9 Ketteiban
- Jikkyō Powerful Pro Yakyū 10
  - Jikkyō Powerful Pro Yakyū 10 Chō Ketteiban: 2003 Memorial
- Jikkyō Powerful Pro Yakyū 11
  - Jikkyō Powerful Pro Yakyū 11 Chō Ketteiban
- Jikkyō Powerful Pro Yakyū 12
  - Jikkyō Powerful Pro Yakyū 12 Ketteiban
- Jikkyō Powerful Pro Yakyū 13
  - Jikkyō Powerful Pro Yakyū 13 Ketteiban
- Jikkyō Powerful Pro Yakyū 14
  - Jikkyō Powerful Pro Yakyū 14 Ketteiban
- Jikkyō Powerful Pro Yakyū 15
- Jikkyō Powerful Pro Yakyū 2009
- Jikkyō World Soccer 2000 Final Edition
- Jikkyō World Soccer 2001
- Jikkyō World Soccer 2002
- Jikū Bōken Zentrix
- Jimmy Neutron, un garçon génial
- Jimmy Neutron, un garçon génial : Jet Fusion
- Jimmy Neutron, un garçon génial : L'Attaque des Twonkies
- Jissen Pachi-Slot Hisshōhō! Aladdin A
- Jissen Pachi-Slot Hisshōhō! Aladdin II Evolution
- Jissen Pachi-Slot Hisshōhō: Fist of the North Star
- Jissen Pachi-Slot Hisshōhō! Hokuto no Ken Plus
- Jissen Pachi-Slot Hisshōhō! Hokuto no Ken 2
- Jissen Pachi-Slot Hisshōhō! Kemono-Oh
- Jissen Pachi-Slot Hisshōhō! King Camel
- Jissen Pachi-Slot Hisshōhō! Mister Magic Neo
- Jissen Pachi-Slot Hisshōhō! Mōjū-Oh S
- Jissen Pachi-Slot Hisshōhō! Onimusha 3
- Jissen Pachi-Slot Hisshōhō! Ore no Sora
- Jissen Pachi-Slot Hisshōhō! Pachi-Slot Hokuto no Ken
- Jissen Pachi-Slot Hisshōhō! Pachi-Slot Hokuto no Ken SE
- Jissen Pachi-Slot Hisshōhō! Salaryman Kintarō
- Jissen Pachi-Slot Hisshōhō! Sammy's Collection
- Jissen Pachi-Slot Hisshōhō! Sammy's Collection 2
- Jissen Pachi-Slot Hisshōhō! Savanna Park
- Jissen Pachi-Slot Hisshōhō! Selection: Salaryman Kintarō - Slotter Kintarō - Ore no Sora
- Jissen Pachi-Slot Hisshōhō! Ultraman Club ST'
- Jissen Pachinko Hisshōhō! CR Aladdin Destiny EX
- Jissen Pachinko Hisshōhō! CR Hokuto no Ken
- Jissen Pachinko Hisshōhō! CR Sakura Taisen
- Jissen Pachinko Hisshōhō! CR Salaryman Kintarō
- Johnny Bravo: Date-o-Rama!
- JoJo no Kimyō na Bōken: Ōgon no Kaze
- JoJo's Bizarre Adventure: Phantom Blood
- Jonny Moseley Mad Trix
- Joshikōsei Game's-High!!
- Judge Dredd: Dredd vs. Death
- Judie no Atelier: Gramnad no Renkinjutsushi
- Juiced
- Juiced 2: Hot Import Nights
- Jūjigen Rippoutai Cipher: Game of Survival
- Jumanji
- Jumper: Griffin's Story
- Jūni Kokuki: Guren no Shirube, Kōjin no Michi
- Jūni Kokuki: Kakukakutaru Ōdō, Kōryoku no Uka
- Junior Board Games
- Junior Sports Basketball
- Junjō Romanchika: Koi no Doki Doki Daisakusen
- Jurassic: The Hunted
- Jurassic Park: Operation Genesis
- Just Cause

## K
- K.O. King
- K-1 Premium 2004 Dynamite!!
- K-1 World GP 2005
- K-1 World GP 2006
- K-1 World Grand Prix 2001
- K-1 World Grand Prix
- K-1 World Grand Prix: The Beast Attack!
- K-1 World Grand Prix 2003
- K-1 World Max 2005
- K 2000: The Game
- K 2000 : La Revanche de Kitt
- Ka 2: Let's Go Hawaii
- Kaan: Barbarian's Blade
- Kaido Battle
- Kaido Racer
- Kaido Racer 2
- Kamaitachi no Yoru 2
- Kamaitachi no Yoru 3
- Kamen Rider 555
- Kamen Rider Blade
- Kamen Rider Hibiki
- Kamen Rider Kabuto
- Kamen Rider: Climax Heroes
- Kamen Rider: Seigi no Keifu
- Kanokon Esuii
- Kanon
- Kao the Kangaroo Round 2
- Karaoke Revolution
- Karaoke Revolution: Anime Song Collection
- Karaoke Revolution: Dreams and Memories
- Karaoke Revolution: Family Pack
- Karaoke Revolution: J-Pop Best Vol. 1
- Karaoke Revolution: J-Pop Best Vol. 2
- Karaoke Revolution: J-Pop Best Vol. 3
- Karaoke Revolution: J-Pop Best Vol. 4
- Karaoke Revolution: J-Pop Best Vol. 5
- Karaoke Revolution: J-Pop Best Vol. 6
- Karaoke Revolution: J-Pop Best Vol. 7
- Karaoke Revolution: J-Pop Best Vol. 8
- Karaoke Revolution: J-Pop Best Vol. 9
- Karaoke Revolution: Kazoku Idol Sengen
- Karaoke Revolution: Kissing Selection
- Karaoke Revolution: Love and Ballad
- Karaoke Revolution: Night Selection 2003
- Karaoke Revolution: Snow and Party
- Karaoke Revolution Country
- Karaoke Revolution Party
- Karaoke Revolution Presents: American Idol
- Karaoke Revolution Presents: American Idol Encore
- Karaoke Revolution Volume 2
- Karaoke Revolution Volume 3
- Kashimashi! Girl Meets Girl
- Katamari Damacy
- Kelly Slater's Pro Surfer
- Kengo: Master of Bushido
- Kengo 3
- Kenka Jōtō! Yankee Banchō
- Kessen
- Kessen II
- Kessen III
- Kiddies Party Pack
- Kidō Senshi Gundam 00
- Kidō Senshi Gundam: Giren no Yabō - Axis no Kyōi V
- Kidō Senshi Gundam: Giren no Yabō - Zeon Dokuritsu Sensōden - Kōryaku Shireisho
- Kidō Senshi Gundam Senki: Lost War Chronicles
- Kidō Shinsengumi: Moeyo Ken
- Kidz Sports Basketball
- Kidz Sports Ice Hockey
- Kikō Sōhei Armodyne
- Kill Switch
- Killer7
- Killzone
- Kim Possible : Quelle est la mission ?
- Kimi ga nozomu eien
- Kinetica
- King Arthur
- King Kong
- King of Clubs
- King of Colosseum: Green Disc
- King of Colosseum: Red Disc
- King of Colosseum II
- King of Fighters '94, The: Re-Bout
- King of Fighters '98, The: Ultimate Match
- King of Fighters 2000, The
- King of Fighters 2001, The
- King of Fighters 2002, The
- King of Fighters 2003, The
- King of Fighters, The: Maximum Impact
- King of Fighters, The: Neowave
- King of Fighters XI, The
- King of Route 66, The
- King's Field IV
- Kingdom Hearts
  - Kingdom Hearts: Final Mix
- Kingdom Hearts 2
  - Kingdom Hearts 2 : Final Mix+
- Kingdom Hearts Re: Chain of Memories
- Kinnikuman Muscle Grand Prix
- Kinnikuman Muscle Grand Prix 2
- Kirikou et les Bêtes sauvages
- Kishin Hōkō Demon Bane
- Kiwame Mahjong DX II
- Kizuna Encounter: Super Tag Battle
- Kino no Tabi: The Beautiful World
- Kino no Tabi: The Beautiful World 2
- Klonoa 2: Lunatea's Veil
- Knights of the Temple: Infernal Crusade
- Knights of the Temple II
- Knockout Kings 2001
- Knockout Kings 2002
- KOF: Maximum Impact 2
- Konjiki no Gash Bell!! Go! Go! Mamono Fight!!
- Konjiki no Gash Bell: Yūjō Tag Battle
- Konami Kids Playground: Alphabet Circus
- Konami Kids Playground: Dinosaurs - Shapes and Colors
- Konami Kids Playground: Frogger Hop, Skip and Jumpin' Fun
- Konami Kids Playground: Toy Pals Fun with Numbers
- Kono Hareta Sora no Shita de
- Kung Fu Panda
- Kuon
- Kuon no Kizuna: Sairinsho
- Kuri Kuri Mix
- Kya: Dark Lineage
- Kyōfu Shinbun

## L
- L no Kisetsu 2: Invisible Memories
- L.A. Rush
- Là-haut
- Lake Masters EX
- Lake Masters EX Super
- Langrisser III
- Largo Winch : Aller simple pour les Balkans
- Lassie
- Last Blade, The
- Last Escort: Club Katze
- Last Escort: Kokuchō Special Night
- Last Escort: Shinya no Kokuchō Monogatari
- Last Escort 2: Shinya no Amai Ibara
- Leaderboard Golf
- Legacy of Kain: Defiance
- Legacy of Kain: Soul Reaver 2
- Legaia 2: Duel Saga
- Légende de Despereaux, La
- Legend of Camelot
- Legend of Herkules
- Legend of Kay
- Legend of Sayuki
- Legend of Spyro, The: A New Beginning
- Legend of Spyro, The: The Eternal Night
- Légende de Spyro, La : Naissance d'un dragon
- Legends of Wrestling
- Legends of Wrestling II
- Legendz Gekitō! Saga Battle
- Legion: The Legend of Excalibur
- Lego Batman, le jeu vidéo
- Lego Drome Racers
- Lego Football Mania
- Lego Indiana Jones : La Trilogie originale
- Lego Racers 2
- Lego Star Wars, le jeu vidéo
- Lego Star Wars II : La Trilogie originale
- Leisure Suit Larry: Magna Cum Laude
- Lemmings
- Let's Make a Soccer Team!
- Let's Ride! Silver Buckle Stables
- Lethal Skies Elite Pilot: Team SW
- Lethal Skies II
- LFP Manager 2004
- LFP Manager 2005
- Lifeline
- Lilie no Atelier: Salberg no Renkinjutsushi 3
- Little Britain: The Video Game
- Little Busters!
- Livre de la jungle, Le : Groove Party
- London Cab Challenge
- London Racer II
- London Taxi: Rush Hour
- Looney Tunes: Acme Arsenal
- Looney Tunes passent à l'action, Les
- Lotus Challenge
- Love Hina Gorgeous: Chiratto Happening!!
- Love Songs: ADV Futaba Riho 14-sai Natsu
- Love Songs: ADV Futaba Riho 19-sai Fuyu
- Love Story
- Lovely Complex
- Lovely Idol
- Lowrider
- Lucas, fourmi malgré lui
- Lumines Plus
- Lupin III: Treasure of the Sorcerer King
- Lupin Sansei: Columbus no Isan wa Akenisomaru
- Lupin Sansei: Lupin ni wa Shi o, Zenigata ni wa Koi o
- Luxor: Pharaoh's Challenge

## M
- M&M's Adventure
- Mace Griffin: Bounty Hunter
- Mad Dog McCree
- Mad Maestro
- Madagascar
- Madagascar 2
- Madden NFL 2001
- Madden NFL 2002
- Madden NFL 2003
- Madden NFL 2004
- Madden NFL 2005
- Madden NFL 06
- Madden NFL 07
- Madden NFL 08
- Madden NFL 09
- Madden NFL 10
- Madden NFL 11
- Madden NFL 12
- Made Man
- Maestromusic II, The
- Mafia: The City of Lost Heaven
- Magic Pengel: The Quest for Color
- Magna Carta: Tears of Blood
- Mahjong Goku Taisei
- Mahjong Haō: Jansō Battle
- Mahjong Haō: Kaikyū Battle
- Mahjong Haō: Taikai Battle
- Mahjong Party: Idol to Mahjong Shōbu
- Mahō Sensei Negima! 1-Jikanme: Okochama Sensei wa Mahōtsukai!
- Mahō Sensei Negima! 2-Jikanme: Tatakau Otometachi! Mahora Daiundokai SP
- Mahō Sensei Negima! Kagai Jugyō: Otome no Dokidoki Beachside
- Maillon faible, Le
- Major League Baseball 2K5
- Major League Baseball 2K6
- Major League Baseball 2K7
- Major League Baseball 2K8
- Major League Baseball 2K9
- Major League Baseball 2K10
- Major League Baseball 2K11
- Major League Baseball 2K12
- Makai Kingdom: Chronicles of the Sacred Tome
- Maken X
- Malice
- Mambo
- Maman, j'ai raté l'avion
- Mana Khemia: Alchemists of Al-Revis
- Mana Khemia 2: Fall of Alchemy
- Maniac Mole
- Manoir hanté et les 999 Fantômes, Le
- Manhunt
- Manhunt 2
- Marble Chaos
- Marc Eckō's Getting Up: Contents Under Pressure
- Marcel Desailly Pro Football
- Margot's Word Brain
- Mar Heaven: Arm Fight Dream
- Mark of Kri, The
- Marvel Nemesis : L'Avènement des imparfaits
- Marvel Super Hero Squad
- Marvel: Ultimate Alliance
- Marvel: Ultimate Alliance 2
- Marvel vs. Capcom 2: New Age of Heroes
- Mary-Kate and Ashley: Sweet 16 - Licensed to Drive
- Mashed
- Master Rallye
- Masters of the Universe: He-Man - Defender of Grayskull
- Mat Hoffman's Pro BMX 2
- Matrix, The: Path of Neo
- Max Payne
- Max Payne 2: The Fall of Max Payne
- Maximo
- Maximo vs. Army of Zin
- McFarlane's Evil Prophecy
- MDK 2: Armageddon
- Medal of Honor : Avant-garde
- Medal of Honor : En première ligne
- Medal of Honor : Les Faucons de guerre
- Medal of Honor : Soleil levant
- Mega Man: Anniversary Collection
- Mega Man X Collection
- Mega Man X Command Mission
- Mega Man X7
- Mega Man X8
- Meine Liebe Yūbinaru Kioku
- Meine Liebe II: Hokori to Seigi to Ai
- Meitantei Conan: Daiei Teikoku no Isan
- Meitantei Evangelion
- Melty Blood: Actress Again
- Men in Black II: Alien Escape
- Mercenaries: Playground of Destruction
- Mercenaries 2 : L'Enfer des favelas
- Mercury Meltdown Remix
- Metal Arms: Glitch in the System
- Metal Gear Solid 2: Sons of Liberty
  - Metal Gear Solid 2: Substance
- Metal Gear Solid 3: Snake Eater
  - Metal Gear Solid 3: Subsistence
- Metal Gear Solid: The Essential Collection
- Metal Saga
- Metal Slug (2006)
- Metal Slug
- Metal Slug 3
- Metal Slug 4
- Metal Slug 5
- Metal Slug 6
- Metal Slug Anthology
- Mezase! Meimon Yakyūbu 2
- Miami Vice
- Michigan: Report from Hell
- Micro Machines
- Micro Machines V4
- Midnight Club: Street Racing
- Midnight Club II
- Midnight Club 3: DUB Edition
- Midway Arcade Treasures
- Midway Arcade Treasures 2
- Midway Arcade Treasures 3
- Mighty Mulan
- Mike Tyson Heavyweight Boxing
- Minority Report: Everybody Runs
- Mirai Shōnen Conan
- Mission G
- Mission: Impossible - Operation Surma
- MLB 2004
- MLB 2005
- MLB 2006
- MLB 06: The Show
- MLB 07: The Show
- MLB 08: The Show
- MLB 09: The Show
- MLB 10: The Show
- MLB 11: The Show
- MLB Power Pros
- MLB Power Pros 2008
- MLB SlugFest 2003
- MLB SlugFest 2004
- MLB Slugfest 2006
- MLB SlugFest: Loaded
- Mobile Suit Gundam: Climax U.C.
- Mobile Suit Gundam: Encounters in Space
- Mobile Suit Gundam: Federation vs. Zeon
- Mobile Suit Gundam: Gundam vs. Z Gundam
- Mobile Suit Gundam: Journey to Jaburo
- Mobile Suit Gundam: The One Year War
- Mobile Suit Gundam: Zeonic Front
- Mobile Suit Gundam SEED
- Mobile Suit Gundam SEED: Federation vs. Z.A.F.T.
- Mobile Suit Gundam SEED: Federation vs. Z.A.F.T. II
- Mobile Suit Gundam SEED: Never Ending Tomorrow
- Mobile Suit Gundam SEED Destiny: Generation of C.E.
- Mobile Suit Z Gundam: AEUG vs. Titans
- Mobile Suit Z Gundam: AEUG vs. Titans DX
- Moderngroove
- Moi, moche et méchant : Le Jeu vidéo
- Mojib-Ribbon
- Mojo!
- Momie, La
- Momotarō Dentetsu 11
- Momotarō Dentetsu 12
- Momotarō Dentetsu 15
- Momotarō Dentetsu 16
- Momotarō Dentetsu USA
- Momotarō Dentetsu X: Kyūshū-hen mo Arubai
- Monde de Narnia, Le : Chapitre 1 - Le Lion, la sorcière blanche et l'armoire magique
- Monde de Narnia, Le : Chapitre 2 - Le Prince Caspian
- Monde de Nemo, Le
- Monde des Bleus 2002, Le
- Monde des Bleus 2003, Le
- Monde des Bleus, Le : Nouvelle Génération
- Monde des Bleus 2005, Le
- Monkey Turn V
- Monopoly
- Monopoly Party!
- Monster Eggs
- Monster House
- Monster Hunter
- Monster Hunter G
- Monster Hunter 2
- Monster Jam
- Monster Jam: Maximum Destruction
- Monster Jam: Urban Assault
- Monster Lab
- Monster Rancher 3
- Monster Rancher 4
- Monster Rancher EVO
- Monster Trux Extreme: Arena Edition
- Monster Trux Extreme: Offroad Edition
- Monstres contre Aliens
- Monstres et Cie : L'Île de l'épouvante
- Mortal Kombat: Deadly Alliance
- Mortal Kombat: Mystification
- Mortal Kombat: Armageddon
- Mortal Kombat: Shaolin Monks
- Motion Gravure Series: Harumi Nemoto
- Motion Gravure Series: Megumi
- Moto X Maniac
- Motocross Mania 3
- MotoGP
- MotoGP 2
- MotoGP 3
- MotoGP 4
- MotoGP '07
- MotoGP 08
- Motorsiege: Warriors of Primetime
- MotorStorm: Arctic Edge
- Mountain Bike Adrenaline featuring Salomon
- Mouse Police, The
- Mouse Trophy
- Mr. Bean
- Mr. Golf
- Mr Moskeeto
- MS Saga: A New Dawn
- MTV Music Generator 2
- MTV Music Generator 3: This Is the Remix
- MTX Mototrax
- Muppets Party Cruise
- Musashi: Samurai Legend
- Mushihime-Sama
- Music 3000
- Music Maker
- MVP 06 NCAA Baseball
- MVP 07 NCAA Baseball
- MVP Baseball 2003
- MVP Baseball 2004
- MVP Baseball 2005
- MX 2002 featuring Ricky Carmichael
- MX Unleashed
- MX World Tour
- MX Rider
- MX Superfly
- MX vs. ATV Unleashed
- MX vs. ATV Untamed
- My Street
- Myst III: Exile
- Mystic Heroes
- Myth Makers: Orbs of Doom
- Myth Makers: Super Kart GP

## N
- Namco Museum
- Namco Museum: 50th Anniversary Arcade Collection
- Namco x Capcom
- NamCollection
- Nana
- Nanatsuiro Drops Pure!!
- NanoBreaker
- Narc
- Naruto: Ultimate Ninja
- Naruto: Ultimate Ninja 2
- Naruto: Ultimate Ninja 3
- Naruto Shippūden: Ultimate Ninja 4
- Naruto Shippūden: Ultimate Ninja 5
- Naruto: Uzumaki Chronicles
- Naruto: Uzumaki Chronicles 2
- NASCAR 2001
- NASCAR 2005: Chase for the Cup
- NASCAR 06: Total Team Control
- NASCAR 08
- NASCAR 09
- NASCAR: Dirt to Daytona
- NASCAR Heat 2002
- NASCAR Thunder 2002
- NASCAR Thunder 2003
- NASCAR Thunder 2004
- National Geographic: Safari Adventures Africa
- Naval Ops: Commander
- Naval Ops: Warship Gunner
- NBA 06
- NBA 07
- NBA 08
- NBA 2K2
- NBA 2K3
- NBA 2K6
- NBA 2K7
- NBA 2K8
- NBA 2K9
- NBA 2K10
- NBA 2K11
- NBA 2K12
- NBA Ballers
- NBA Ballers: Phenom
- NBA Hoopz
- NBA Jam
- NBA Live 2001
- NBA Live 2002
- NBA Live 2003
- NBA Live 2004
- NBA Live 2005
- NBA Live 06
- NBA Live 07
- NBA Live 08
- NBA Live 09
- NBA ShootOut 2001
- NBA ShootOut 2003
- NBA ShootOut 2004
- NBA Street
- NBA Street Vol. 2
- NBA Street V3
- NCAA Basketball 09
- NCAA College Basketball 2K3
- NCAA Final Four 2001
- NCAA Final Four 2002
- NCAA Final Four 2003
- NCAA Final Four 2004
- NCAA Football 2002
- NCAA Football 2003
- NCAA Football 2004
- NCAA Football 2005
- NCAA Football 06
- NCAA Football 07
- NCAA Football 08
- NCAA Football 09
- NCAA Football 10
- NCAA Football 11
- NCAA GameBreaker 2001
- NCAA GameBreaker 2003
- NCAA GameBreaker 2004
- NCAA March Madness 2005
- Need for Speed: Carbon
- Need for Speed: Most Wanted
- Need for Speed : Poursuite infernale 2
- Need for Speed: ProStreet
- Need for Speed: Underground
- Need for Speed: Underground 2
- Need for Speed: Undercover
- Negima!? 3-Jikanme: Koi to Mahō to Sekaiju Densetsu
- Negima!? Dream Tactic Yumemiru Otome Princess
- Neo Angelique
  - Neo Angelique Full Voice
- Neo Atlas III
- Neo Contra
- NeoGeo Battle Coliseum
- NeoGeo Online Collection
- Neon Genesis Evangelion: Girlfriend of Steel
- Neon Genesis Evangelion: Girlfriend of Steel 2nd
- Neon Genesis Evangelion 2
- Net de Bomberman
- Never 7: The End of Infinity
- New Jinsei Game
- NFL 2K2
- NFL 2K3
- NFL Blitz 2002
- NFL Blitz 2003
- NFL Blitz Pro
- NFL GameDay 2001
- NFL GameDay 2002
- NFL GameDay 2003
- NFL GameDay 2004
- NFL Head Coach
- NFL Quarterback Club 2002
- NFL Street
- NFL Street 2
- NFL Street 3
- NHL 2K3
- NHL 2K6
- NHL 2K7
- NHL 2K8
- NHL 2K9
- NHL 2K10
- NHL 2001
- NHL 2002
- NHL 2003
- NHL 2004
- NHL 2005
- NHL 06
- NHL 07
- NHL 08
- NHL 09
- NHL FaceOff 2003
- NHL Hitz 2002
- NHL Hitz 2003
- NHL Hitz Pro
- Nightmare of Druaga, The: Fushigi no Dungeon
- Nights into Dreams
- Nightshade
- Ninja Assault
- Ninjabread Man
- Nitrobike
- No One Lives Forever
- Noble Racing
- Nobunaga no Yabō Online: Tappi no Shō
- Nodame Cantabile
- Nogizaka Haruka no Himitsu: Cosplay Hajimemashita
- Nos voisins, les hommes
- NPPL Championship Paintball 2009
- NYR: New York Race

## O
- Obliterate
- Obscure
- Obscure 2
- Ocean Commander
- Odin Sphere
- Off-Road: Wide Open
- Offroad Extreme!
- Ōgon Kishi Garo
- Okage: Shadow King
- Ōkami
- Ombre de Zorro, L'
- One Piece: Round the Land
- One Piece: Grand Battle 3
- Oni
- Onihama Bakusō Gurentai: Gekitō-Hen
- Onimusha: Warlords
- Onimusha 2: Samurai's Destiny
- Onimusha 3: Demon Siege
- Onimusha: Blade Warriors
- Onimusha: Dawn of Dreams
- Operation Air Assault
- Operation Air Assault 2
- Operation WinBack
- Operation WinBack 2: Project Poseidon
- Oretachi Game Center Zoku: Crazy Climber
- Oretachi Game Center Zoku: Nekketsu Kōka Kunio-Kun
- Oretachi Game Center Zoku: Moon Cresta
- Orphen : L'Héritier des sorciers
- Oshiete! Popotan
- Otome wa boku ni koishiteru
- Oui-Oui et le Livre magique
- OutRun 2 SP
- OutRun 2006: Coast 2 Coast
- Outlaw Golf
- Outlaw Golf 2
- Outlaw Tennis
- Outlaw Volleyball

## P
- P.T.O. IV
- Pac-Man Fever
- Pac-Man World 2
- Pac-Man World 3
- Pac-Man World Rally
- Pachi-Slot Kanzen Kōryaku: Gigazone
- Pachi-Slot Kanzen Kōryoku: Slot Genjin
- Pachi-Slot Winning Post
- Pachinko Kamen Rider: Shocker Zenmetsu Daisakusen
- Pachinko Mitokōmon: Pachitte Chonmage Tatsujin 9
- PachiPara 13: Super Umi to Pachi-Pro Fūunroku
- Pachitte Chonmage Tatsujin 2
- Pachitte Chonmage Tatsujin 3
- Pachitte Chonmage Tatsujin 4
- Pachitte Chonmage Tatsujin 5: CR Kamen Rider
- Pachitte Chonmage Tatsujin 8
- Pachitte Chonmage Tatsujin 10: Pachinko Fuyu no Sonata
- Pachitte Chonmage Tatsujin 12: Pachinko Ultraman
- Pachitte Chonmage Tatsujin 13: Pachinko Hissatsu Shigotojin III
- Pachitte Chonmage Tatsujin 15: Pachinko Fuyu no Sonata 2
- Pachitte Chonmage Tatsujin 16: Pachinko Hissatsu Shigotonin III - Matsuri Version
- Pacific Warriors II: Dogfight
- Pai Chenjan
- Panzer Elite Action: Fields of Glory
- Panzer Front Ausf.B
- Para Para Paradise
- PaRappa the Rapper 2
- Paris-Dakar Rally
- Paris-Marseille Racing II
- Paris-Marseille Racing : Édition Tour du monde
- Paris-Marseille Racing : Destruction Madness
- Paris-Marseille Racing : Police Madness
- Parrain, Le
- PDC World Championship Darts
- PDC World Championship Darts 2008
- Penny Racers
- Perfect Ace: Pro Tournament Tennis
- Perfect Ace 2: The Championships
- Peter Pan
- Peter Pan : La Légende du Pays Imaginaire
- Petit Monde de Charlotte, Le
- Phantasy Star Universe
- Phantasy Star Universe: Ambition of the Illuminus
- Phantom Brave
- Phase Paradox
- Pierrafeu à Rock Vegas, Les
- Pilot Down: Behind Enemy Lines
- Pilot ni Narō! 2
- Pimp My Ride
- Pimp My Ride: Street Racing
- Pinball
- Pinball Hall of Fame: The Gottlieb Collection
- Pinball Hall of Fame: The Williams Collection
- Pinocchio
- Pipo Saru 2001
- Pirates : Kat la Rouge
- Pirates des Caraïbes : Jusqu'au bout du monde
- Pirates des Caraïbes : La Légende de Jack Sparrow
- Pitfall : L'Expédition perdue
- Pizzicato Polka: Suisei Genya
- Plan, The
- Planetarian ～chiisana hoshi no yume～
- Planète au trésor, La
- Playboy: The Mansion
- Pochi and Nyaa
- Poinie's Poin
- Poker Masters
- Pôle express, Le
- Police 24/7
- Police Chase Down
- Pool Paradise
- Pool Paradise: International Edition
- Pool Shark 2
- Pop Idol
- Pop'n Music 7
- Pop'n Music 8
- Pop'n Music 9
- Pop'n Music 10
- Pop'n Music 11
- Pop'n Music 12 Iroha
- Pop'n Music 13 Carnival
- Pop'n Music 14 Fever!
- Pop'n Music Best Hits
- PoPoLoCrois: Hajimari no Bōken
- PoPoLoCrois: Tsuki no Okite no Bōken
- Portal Runner
- Power Rangers : Dino Tonnerre
- Power Rangers: Super Legends
- Power Volleyball
- Powerdrome
- Powerpuff Girls, The : L'Attaque des aromates
- Powershot Pinball
- Ppoi!
- Predator: Concrete Jungle
- Premier Manager
- Premier Manager 2003-04
- Premier Manager 2004-2005
- Premier Manager 2005-2006
- Premier Manager 2006-2007
- Premier Manager 08
- Premier Manager 09
- Pride FC: Fighting Championships
- Pride GP: Grand Prix 2003
- Primal
- Primal Image
- Prince of Persia : Les Sables du temps
- Prince of Persia : L'Âme du guerrier
- Prince of Persia : Les Deux Royaumes
- Princess Lover!
- Princess Maker
- Princess Maker 2
- Princess Maker 4
- Princess Maker 5
- Prism Ark
- Prisoner of War
- Pro Beach Soccer
- Pro Biker 2
- Pro Evolution Soccer
- Pro Evolution Soccer 2
- Pro Evolution Soccer 3
- Pro Evolution Soccer 4
- Pro Evolution Soccer 5
- Pro Evolution Soccer 6
- Pro Evolution Soccer 2008
- Pro Evolution Soccer 2009
- Pro Evolution Soccer 2010
- Pro Evolution Soccer 2011
- Pro Evolution Soccer 2012
- Pro Evolution Soccer 2013
- Pro Evolution Soccer 2014
- Pro Evolution Soccer Management
- Pro Mahjong Kiwame Next
- Pro Rally 2002
- Pro WTA Tour Tennis
- Pro Yakyū Simulation Dugout '03: The Turning Point
- Pro Yakyū Spirits 2004
- Pro Yakyū Spirits 2004 Climax
- Pro Yakyū Spirits 2
- Pro Yakyū Spirits 3
- Pro Yakyū Spirits 4
- Pro Yakyū Spirits 5
- Pro Yakyū Spirits 5 Kanzenban
- Pro Yakyū Spirits 6
- Pro Yakyū Spirits 2010
- Pro Yakyū Team o Tsukurō! 2
- Pro Yakyū Team o Tsukurō! 2003
- Pro Yakyū Team o Tsukurō! 3
- Project Eden
- Project Minerva
- Project Snowblind
- Project Zero
- Project Zero II: Crimson Butterfly
- Project Zero 3: The Tormented
- ProStroke Golf: World Tour 2007
- Pryzm Chapter One: The Dark Unicorn
- Psi-Ops: The Mindgate Conspiracy
- Psychic Force Complete
- Psychonauts
- Psyvariar: Complete Edition
- Psyvariar Revision
- Psyvariar 2: Ultimate Final
- Pucelle, La : Tactics
- Pump It Up: Exceed
- Punisher, The
- Pura Rail Go! Yume ga Ippai!
- Puyo Pop Fever
- Puyo Puyo Fever 2
- Puyo Puyo! 15th Anniversary
- Puzzle Party
- Puzzle Quest: Challenge of the Warlords

## Q
- Q-Ball: Billiards Master
- Quake III: Revolution
- Quatre Fantastiques, Les
- Quatre Fantastiques et le Surfer d'argent, Les
- !Que Pasa Neng! El Videjuego
- Quest for Sleeping Beauty
- Qui veut gagner des millions ? Seconde Édition

## R
- R-Type Final
- R.A.D. Robotic Alchemic Drive
- R: Racing
- Radiata Stories
- Radilgy
- Raging Blades
- Raiden III
- Rally Championship
- Rally Fusion: Race of Champions
- Rampage: Total Destruction
- Rapala Pro Bass Fishing 2010
- Rapala Pro Fishing
- Ratatouille
- Ratchet and Clank
- Ratchet and Clank 2
- Ratchet and Clank 3
- Ratchet: Gladiator
- Ratchet and Clank : La taille, ça compte
- Raw Danger!
- Rayman Revolution
- Rayman 3: Hoodlum Havoc
- Rayman M
- Rayman contre les lapins crétins
- Razmoket, Les : La Rançon royale
- RC Revenge Pro
- RC Sports: Copter Challenge
- RC Toy Machines
- Ready 2 Rumble Boxing: Round 2
- Real Robot Regiment
- Real World Golf
- Real World Golf 2007
- Realm of the Dead
- RealPlay Golf
- RealPlay Pool
- RealPlay Puzzlesphere
- RealPlay Racing
- Rebel Raiders: Operation Nighthawk
- Rebelles de la forêt, Les
- Red Baron
- Red Dead Revolver
- Red Faction
- Red Faction II
- Red Ninja: End of Honor
- RedCard
- Règne du feu, Le
- Remember 11: The Age of Infinity
- Reservoir Dogs
- Resident Evil 4
- Resident Evil: Code Veronica X
- Resident Evil: Dead Aim
- Resident Evil Outbreak
- Resident Evil: Outbreak File 2
- Resident Evil: Survivor 2 - Code Veronica
- Retour de la momie, Le
- Retro: 8 Arcade Classics from Yesteryears
- Return to Castle Wolfenstein: Operation Resurrection
- Rez
- Rhythmic Star!
- Ribbit King
- Richard Burns Rally
- Ridge Racer V
- Riding Spirits
- Riding Spirits II
- Rilakkuma: Ojamashitemasu 2 Shūkan
- Ring of Red
- Rise of the Kasai
- Rise to Honour
- Risk: Global Domination
- RLH: Run Like Hell
- Road Trip Adventure
- Road Rage 3 (Touge)
- Roadkill
- Robin Hood: Defender of the Crown
- Robin Hood: The Siege 2
- RoboCop
- Robot Warlords
- Robot Wars: Arenas of Destruction
- Robotech: Battlecry
- Robotech: Invasion
- Robots
- Rock Band
  - Rock Band Track Pack: Volume 1
  - Rock Band Track Pack: Volume 2
  - Rock Band Track Pack: AC/DC Live
  - Rock Band: Track Pack Classic: Rock
  - Rock Band: Country Track Pack
  - Rock Band: Metal Track Pack
- Rock Band 2
- Rock'n Megastage
- Rock'N'Roll Adventures
- Rockman: Collection Special Box
- Rockman: Power Battle Fighters
- Rocky
- Rocky Legends
- Roger Lemerre : La Sélection des champions 2002
- Roger Lemerre : La Sélection des champions 2003
- Roger Lemerre : La Sélection des champions 2004
- Roger Lemerre : La Sélection des champions 2005
- Rogue Galaxy
- Rogue Ops
- Rogue Trooper
- Roi Scorpion, Le : L'Ascension de l'Akkadien
- Rois de la glisse, Les
- Roland Garros 2002
- Roland Garros 2003
- Roland Garros 2005: Powered by Smash Court Tennis
- Roller Coaster Funfare
- Rollercoaster World
- Rolling
- Romance of the Three Kingdoms VII
- Romance of the Three Kingdoms VIII
- Romance of the Three Kingdoms IX
- Romance of the Three Kingdoms X
- Romance of the Three Kingdoms XI
- Romance of the Three Kingdoms Online
- Romancing SaGa
- Room Zoom: Race for Impact
- RPG Maker II
- RPG Maker 3
- RPM Tuning
- RS3: Racing Simulation Three
- RTL Biathlon 2007
- RTL Biathlon 2008
- RTL Biathlon 2009
- RTL Ski Jumping 2003
- RTL Ski Jumping 2004
- RTL Ski Jumping 2005
- RTL Ski Jumping 2006
- RTL Ski Jumping 2007
- RTL Winter Games 2007
- RTL Winter Games 2008
- RTL Winter Games 2009
- RTX Red Rock
- Ruff Trigger: The Vanocore Conspiracy
- Rugby
- Rugby 2004
- Rugby 2005
- Rugby 06
- Rugby 08
- Rugby Challenge 2006
- Rugby League
- Rugby League 2
- Rugby League 2: World Cup Edition
- Rugrats: Royal Ransom
- Rule of Rose
- Rumble Fish, The
- Rumble Racing
- Rumble Roses
- Rune
- Rygar: The Legendary Adventure

## S
- S.C.A.R.: Squadra Corse Alfa Romeo
- S.L.A.I.: Steel Lancer Arena International
- S.Y.K Shinsetsu Saiyūki
- Sagashi ni Ikōyo
- Saint and Sinner
- Saint Seiya : Les Chevaliers du Zodiaque - Le Sanctuaire
- Saint Seiya : Hades
- Saishū Densha
- Saiyuki Reload
- Saiyuki Reload: Gunlock
- Sakura Taisen 3
- Sakura Taisen: Atsuki Chishio Ni
- Sakura Taisen Monogatari: Mysterious Paris
- Sakura Taisen V Episode 0: Kōya no Samurai Musume
- Sakura Wars: So Long, My Love
- Salt Lake 2002
- Samurai Champloo: Sidetracked
- Samurai Jack: The Shadow of Aku
- Samurai Shodown Anthology
- Samurai Shodown V
- Samurai Shodown VI
- Samurai Warriors
- Samurai Warriors: Xtreme Legends
- Samurai Warriors 2
- Samurai Warriors 2: Empires
- Samurai Warriors 2: Xtreme Legends
- Samurai Western
- Saru! Get You! Million Monkeys
- Satanas et Diabolo
- Savage Reign
- Savage Skies
- SBK-07: Superbike World Championship
- SBK 08: Superbike World Championship
- SBK 09: Superbike World Championship
- Scaler (en)
- Scandal
- Scarface: The World Is Yours
- School Days
- Scooby-Doo! Démasqué
- Scooby-Doo! Le Livre des ténèbres
- Scooby-Doo! La Nuit des cent frissons
- Scooby-Doo! Opération Chocottes
- Scooby-Doo ! Panique dans la marmite
- SCORE International Baja 1000
- Scrabble : Édition 2003
- SD Gundam: G Generation SEED
- SD Gundam: G Generation Wars
- Sea World Adventure Parks: Shamu's Deep Sea Adventures
- Seaman
- Search and Destroy
- Second Sight
- Secret Agent Clank
- Secret of Evangelion
- Secret Saturdays, The: Beasts of the 5th Sun
- Secret Service
- Secret Weapons Over Normandy
- Seed, The: WarZone
- Seek and Destroy
- Sega Ages 2500 Series Vol. 1: Phantasy Star Generation:1
- Sega Ages 2500 Series Vol. 2: Monaco GP
- Sega Ages 2500 Series Vol. 3: Fantasy Zone
- Sega Ages 2500 Series Vol. 4: Space Harrier
- Sega Ages 2500 Series Vol. 5: Golden Axe
- Sega Ages 2500 Series Vol. 6: Ichini no Tant-R to Bonanza Bros.
- Sega Ages 2500 Series Vol. 7: Columns
- Sega Ages 2500 Series Vol. 8: Virtua Racing: FlatOut
- Sega Ages 2500 Series Vol. 9: Gain Ground
- Sega Ages 2500 Series Vol. 10: After Burner II
- Sega Ages 2500 Series Vol. 11: Hokuto no Ken
- Sega Ages 2500 Series Vol. 12: Puyo Puyo Tsū Perfect Set
- Sega Ages 2500 Series Vol. 13: OutRun
- Sega Ages 2500 Series Vol. 14: Alien Syndrome
- Sega Ages 2500 Series Vol. 15: DecAthlete Collection
- Sega Ages 2500 Series Vol. 16: Virtua Fighter 2
- Sega Ages 2500 Series Vol. 17: Phantasy Star Generation:2
- Sega Ages 2500 Series Vol. 18: Dragon Force
- Sega Ages 2500 Series Vol. 19: Fighting Vipers
- Sega Ages 2500 Series Vol. 20: Space Harrier Complete Collection
- Sega Ages 2500 Series Vol. 21: SDI and Quartet - Sega System 16 Collection
- Sega Ages 2500 Series Vol. 22: Advanced Daisenryaku: Deutsch Dengeki Sakusen
- Sega Ages 2500 Series Vol. 23: Sega Memorial Selection
- Sega Ages 2500 Series Vol. 24: Last Bronx - Tokyo Bangaichi
- Sega Ages 2500 Series Vol. 25: Gunstar Heroes Treasure Box
- Sega Ages 2500 Series Vol. 26: Dynamite Deka
- Sega Ages 2500 Series Vol. 27: Panzer Dragoon
- Sega Ages 2500 Series Vol. 28: Tetris Collection
- Sega Ages 2500 Series Vol. 29: Monster World Complete Collection
- Sega Ages 2500 Series Vol. 30: Galaxy Force II - Special Extended Edition
- Sega Ages 2500 Series Vol. 31: Dennō Senki Virtual On
- Sega Ages 2500 Series Vol. 32: Phantasy Star Complete Collection
- Sega Ages 2500 Series Vol. 33: Fantasy Zone Complete Collection
- Sega Bass Fishing Duel
- Sega Classics Collection
- Sega Mega Drive Collection
- Sega Soccer Slam
- Sega Superstars
- Sega Superstars Tennis
- Seigneur des anneaux, Le : La Communauté de l'anneau
- Seigneur des anneaux, Le : Les Deux Tours
- Seigneur des anneaux, Le : Le Retour du roi
- Seigneur des anneaux, Le : La Quête d'Aragorn
- Seigneur des anneaux, Le : Le Tiers-Âge
- Sekirei: Mirai Kara no Okurimono
- Sengoku Basara X
- Sensible Soccer 2006
- Serious Sam: Next Encounter
- Seven Samurai 20XX
- Shadow Hearts
- Shadow Hearts: Covenant
- Shadow Hearts: From the New World
- Shadow Man: 2econd Coming
- Shadow of Ganymede
- Shadow of Memories
- Shadow of Rome
- Shadow of the Colossus
- Shadow the Hedgehog
- Shadow Tower Abyss
- Shakugan no Shana
- Shaman King: Funbari Spirits
- Shaman King: Power of Spirit
- Shanghai: Sangoku Pai Tatagi
- Shaun Palmer's Pro Snowboarder
- Shaun White Snowboarding
- Shellshock: Nam '67
- Shield, The
- Shifters
- Shiju Hachi
- Shikigami no Shiro (Mobile Light Force 2)
- Shin Bakusō Dekotora Densetsu
- Shin Gōketsuji Ichizoku: Bonnō Kaihō
- Shin Megami Tensei: Devil Summoner - Raidou Kuzunoha vs. The Soulless Army
- Shin Megami Tensei: Devil Summoner 2 - Raidou Kuzunoha vs. King Abaddon
- Shin Megami Tensei: Digital Devil Saga
- Shin Megami Tensei: Digital Devil Saga 2
- Shin Megami Tensei: Lucifer's Call
- Shin Megami Tensei: Persona 3
- Shin Megami Tensei: Persona 4
- Shining Force EXA
- Shining Force Neo
- Shining Tears
- Shining Wind
- Shinobi
- Shinobido Takumi
- Shinobido : La Voie du ninja
- Shinseiki Evangelion: Ayanami Ikusei Keikaku with Asuka Hokan Keikaku
- Shinseiki Evangelion: Battle Orchestra
- Shinseiki Evangelion: Kōtetsu no Girlfriend
- Shinseiki Evangelion: Kōtetsu no Girlfriend 2nd
- Shinseiki Evangelion: Typing E-Keikaku
- Shinseiki GPX Cyber Formula: Road to the Infinity
- Shinseiki GPX Cyber Formula: Road to the Infinity 2
- Shinseiki GPX Cyber Formula: Road to the Infinity 3
- Shinseiki GPX Cyber Formula: Road to the Infinity 4
- Shonen Jump's One Piece: Grand Adventure
- Shonen Jump's One Piece: Grand Battle
- Shonen Jump's One Piece: Pirates' Carnival
- Showdown: Legends of Wrestling
- Shox
- Shrek 2
- Shrek le troisième
- Shrek: Smash n' Crash Racing
- Shrek: Super Party
- Shrek: Super Slam
- Shrek's Carnival Craze
- Shuffle!
- Sidewinder Max
- Silent Hill 2
  - Silent Hill 2: Director's Cut
- Silent Hill 3
- Silent Hill 4: The Room
- Silent Hill: Origins
- Silent Hill: Shattered Memories
- Silent Line: Armored Core
- Silent Scope
- Silent Scope 2: Fatal Judgement
- Silent Scope 3
- Silpheed: The Lost Planet
- Simple 2000 Series Vol. 1: The Table Game
- Simple 2000 Series Vol. 2: The Party Game / Forty 4 Party
- Simple 2000 Series Vol. 3: The Bass Fishing / Bass Master Fishing
- Simple 2000 Series Vol. 4: The Double Mahjong Puzzle
- Simple 2000 Series Vol. 5: The Block Kuzushi Hyper / Bust-A-Bloc
- Simple 2000 Series Vol. 6: The Snowboard / Snowboard Racer 2
- Simple 2000 Series Vol. 7: The Boxing - Real First Fighter / Boxing Champions
- Simple 2000 Series Vol. 8: The Tennis / Tennis Court Smash
- Simple 2000 Series Vol. 9: The Renai Adventure - Bittersweet Fools / The Love Adventure: Bittersweet Fools
- Simple 2000 Series Vol. 10: The Table Game Sekaihen / Ultimate Mind Games
- Simple 2000 Series Vol. 11: The Offroad Buggy / Dirt Track Devils
- Simple 2000 Series Vol. 12: The Quiz 20,000 Mon / The Quiz 20,000 Questions
- Simple 2000 Series Vol. 13: The Renai Adventure 2 - Jo no Ko no Tameno / The Love Adventure: Forest of Glass
- Simple 2000 Series Vol. 14: The Billiard / Billiards Xciting
- Simple 2000 Series Vol. 15: The Rugby
- Simple 2000 Series Vol. 16 - The Sniper 2: Akuma no Jūdan / The Sniper 2
- Simple 2000 Series Vol. 17: The Suiri - Aratanaru 20 no Jikenbo / The Interference: 20 New Casebooks
- Simple 2000 Series Vol. 18: The Party Sugoroku / Twenty 2 Party
- Simple 2000 Series Vol. 19: The Renai Simulation - Renai Kissa Watashi ni Oma Cafe / The Love Simulation: My Oma Cafe
- Simple 2000 Series Vol. 20: The Dungeon RPG / Eternal Quest
- Simple 2000 Series Vol. 21: The Bishōjo Simulation RPG - Moonlight Tale
- Simple 2000 Series Vol. 22: The Tsukin Densah Untenshi - Densha de Go! 3 Tsukinhen / The Commuter Train Officer: Densha de Go! 3 Commuter Edition
- Simple 2000 Series Vol. 23: The Puzzle Collection 2,000-Mon / Puzzle Maniacs
- Simple 2000 Series Vol. 24: The Bowling Hyper / Bowling Xciting
- Simple 2000 Series Vol. 25: The Menkyo Shutoku Simulation / The License Acquisition Simulation
- Simple 2000 Series Vol. 26: The Pinball x 3 / Pinball Fun
- Simple 2000 Series Vol. 27: The Pro Yakyū - 2003 Pennant Race / The Pro Baseball: 2003 Pennant Race
- Simple 2000 Series Vol. 28: The Bushido - Tsujigiri Ichidai / Katana Action
- Simple 2000 Series Vol. 29: The Renai Board Game - Seishun 18 Radio / The Love Board Game: Youth 18 Radio
- Simple 2000 Series Vol. 30: The Street Basket 3 on 3 / Basketball Xciting
- Simple 2000 Series Vol. 31: The Chikyū Bōeigun / Monster Attack
- Simple 2000 Series Vol. 32: The Sensha / Tank Elite
- Simple 2000 Series Vol. 33: The Jet Coaster: Yūenchi wo Tsukurō! / Rollercoaster World
- Simple 2000 Series Vol. 34: The Renai Horror Adventure - Hyōryū Shōjo / The Love Horror Adventure: Drifting Girl
- Simple 2000 Series Vol. 35: The Helicopter / Radio Helicopter
- Simple 2000 Series Vol. 36: The Musume-Ikusei Simulation - Otōsan to Issho / The Daughter Raising Simulation: Father and Company
- Simple 2000 Series Vol. 37: The Shooting - Double Shienryu / Steel Dragon EX
- Simple 2000 Series Vol. 38: The Yūjō Adventure - Hotarō Tamashī / The Friendship Adventure: Hotaru Soul
- Simple 2000 Series Vol. 39: The Boku no Machi Zukuri: Machi-ing Maker++ / Metropolismania
- Simple 2000 Series Vol. 40: The Tōyō Miō Ura Justsu ~Fūsui - Seimeihandan - Ekiura~ / The Three Major Oriental Fortune Telling Arts ~Feng Shui - Onomancy - Divination~
- Simple 2000 Series Vol. 41: The Volleyball / Volleyball Challenge
- Simple 2000 Series Vol. 42: The Ishu KakaTuogi: Boxing vs Kick vs Karate vs Pro Wrest vs Jūjutsu vs... / World Fighting
- Simple 2000 Series Vol. 43: The Saiban - Shinmai Shihōkan Momota Tsukasa no 10 no Saiban File / The Trial: Novice Judicial Officer Tsukasa Momota's 10 Trial Files
- Simple 2000 Series Vol. 44: The Hajimete no RPG - Densetsu no Keishōsha / The First RPG: Legend of the Successor
- Simple 2000 Series Vol. 45: The Koi to Namida to, Tsuioku... - Thread Colors: Sayonara no Mukō Kawa / The Love and Tears and Reminiscence and... - Thread Colors: Facing Goodbye
- Simple 2000 Series Vol. 46: The Kanji Quiz - Challenge Kanji Kentei / The Kanji Quiz: Challenge Kanji Certification
- Simple 2000 Series Vol. 47: The Kessen Sekigahara / Shogun's Blade
- Simple 2000 Series Vol. 48: The Taxi - Untenshu ha Kimida / Taxi Rider
- Simple 2000 Series Vol. 49: The Dodgeball - World Champion Dodge Baller / DodgeBall
- Simple 2000 Series Vol. 50: The Daibijin / Demolition Girl
- Simple 2000 Series Vol. 51: The Senkan / Iron Sea
- Simple 2000 Series Vol. 52: The Chikyū Shinryakugun - Space Raiders / Space Invaders: Invasion Day
- Simple 2000 Series Vol. 53: The Camera Kozō / Paparazzi
- Simple 2000 Series Vol. 54: The Daikaijū / Deep Water
- Simple 2000 Series Vol. 55: The Catfight - Onna Neko Densetsu / Fighting Angels
- Simple 2000 Series Vol. 56: The Survival Game
- Simple 2000 Series Vol. 57: The Pro Yakyū 2004 / The Pro Baseball 2004 / Baseball Mania
- Simple 2000 Series Vol. 58: The Gekai / The Surgeon
- Simple 2000 Series Vol. 59: The Uchūjin to Hanasō! - Uchūjintte Nāni? / The Interference: IT Detective - Case File 18
- Simple 2000 Series Vol. 60: The Tokusatsu Henshin Hero / The Tokusatsu Transformation Hero / Power Fighters
- Simple 2000 Series Vol. 61: The Onēchanbara / Zombie Zone
- Simple 2000 Series Vol. 62: The Super Puzzle Bobble DX
- Simple 2000 Series Vol. 63: Mogitate Mizugi! Onna Mamire no the Suiei Taikai / Party Girls
- Simple 2000 Series Vol. 64: The Splatter Action / Splatter Master
- Simple 2000 Series Vol. 65: The Kyonshi Panic / Zombie Attack
- Simple 2000 Series Vol. 66: The Party Unō Quiz / The Party Right-Brain Quiz
- Simple 2000 Series Vol. 67: The Suiri ~Soshite Daremo Inakunatta~ / The Interference ~And Then There Were None~
- Simple 2000 Series Vol. 68: The Tōsō Highway ~Nagoya-Tokyo~ / Car Racing Challenge
- Simple 2000 Series Vol. 69: The Board Game Collection
- Simple 2000 Series Vol. 70: The Kanshikikan / The Forensic Scientist
- Simple 2000 Series Vol. 71: The Fantasy Renai Adventure: Kanojo no Densetsu, Boku no Sekiban / The Fantasy Love Adventure: Her Legend, My Litography
- Simple 2000 Series Vol. 72: The Ninkyō / Yakuza Fury
- Simple 2000 Series Vol. 73: The Saiyūtō Saruden / The Journey to the West Battle Monkey Legend
- Simple 2000 Series Vol. 74: Onnanoko Senyō: The Ōjisama to Romance - Ripple no Tamago / For Girls Only: The Prince and Romance - Egg of Ripple
- Simple 2000 Series Vol. 75: The Tokudane - Nihon Zankoku Scoop Rettō / The Exclusive News: Japan National Scoop Islands
- Simple 2000 Series Vol. 76: The Hanasō Eigo no Tabi / The Spoken English Journey
- Simple 2000 Series Vol. 77: The Hanasō Kankokugo no Tabi / The Spoken Korean Journey
- Simple 2000 Series Vol. 78: The Uchū Taisensō / Space War Attack
- Simple 2000 Series Vol. 79: Akko ni Omakase! The Party Quiz / Leave it to Akko! The Party Quiz
- Simple 2000 Series Vol. 80: The Onēchamploo - The Neechan Toketsuban / Zombie Hunters
- Simple 2000 Series Vol. 81: The Chikyū Bōeigun 2 / Global Defence Force
- Simple 2000 Series Vol. 82: The Kung Fu
- Simple 2000 Series Vol. 83: The Konchū Saishū / The Insect Collection
- Simple 2000 Series Vol. 84: The Boku ni Oma Cafe - Kimagure Strawberry Cafe
- Simple 2000 Series Vol. 85: The Sekai Meisaku Gekijō Quiz / The World Masterpiece Theatre Quiz
- Simple 2000 Series Vol. 86: The Menkō Shutoku Simulation - Dōrokōtsūhō Taiōban / The License Acquisition Simulation: Version for Revised Road Traffic Laws
- Simple 2000 Series Vol. 87: The Nadeshiko / Dragon Sisters
- Simple 2000 Series Vol. 88: The Mini Bijo Keikan / The Mini Skirt Police
- Simple 2000 Series Vol. 89: The Party Game 2 / Party Carnival
- Simple 2000 Series Vol. 90: The Onēchanbara 2
- Simple 2000 Series Vol. 91: The All*Star Kakutō Matsuri / All-Star Fighters
- Simple 2000 Series Vol. 92: The Noroi Game / The Cursed Game
- Simple 2000 Series Vol. 93: The Unō Drill / The Right-Brain Drill
- Simple 2000 Series Vol. 94: The Akachampion: Come On Baby / The Baby Champion: Come On Baby
- Simple 2000 Series Vol. 95: The Zombie vs. Kyūkyūsha / Zombie Virus
- Simple 2000 Series Vol. 96: The Kaizoku - Gaikotsu Ippai Re-tsu! / Buccaneer
- Simple 2000 Series Vol. 97: The Koi no Engine - Darling Special: Backlash / The Engine of Love: Darling Special - Backlash
- Simple 2000 Series Vol. 98: The Roman Sabō / The Roman Teahouse
- Simple 2000 Series Vol. 99: The Genshijin / Darwin
- Simple 2000 Series Vol. 100: The Otokotachi no Kijūhōza / The Men's Machine Gun Platform
- Simple 2000 Series Vol. 101: The Onēchanpon - The Nēchan 2 Tokubetsuhen / Zombie Hunters 2
- Simple 2000 Series Vol. 102: The Hohei - Senjō no Inutachi / Covert Command
- Simple 2000 Series Vol. 103: The Chikyū Bōeigun Tactics / Global Defence Force Tactics
- Simple 2000 Series Vol. 104: The Robot Tsukurūze! - Gekitō! Robot Fight
- Simple 2000 Series Vol. 105: The Maid Fuku to Kikanjū / The Maid Outfit and Machine Gun
- Simple 2000 Series Vol. 106: The Block Kuzushi Quest - Dragon Kingdom / Bloc Beta
- Simple 2000 Series Vol. 107: The Honō no Kakutō Banchō / Hard Knock High
- Simple 2000 Series Vol. 108: The Nihon Tokushubutai / Special Forces
- Simple 2000 Series Vol. 109: The Taxi 2 - Utenshi ha Yappari Kimi da! / The Taxi 2: You Are Still the Driver!
- Simple 2000 Series Vol. 110: The Tōsō Prisoner - Los City Shinjitsu Heno 10 Jikan / The Escaping Prisoner: 10 Hours to the Los City Truth
- Simple 2000 Series Vol. 111: The Itadaki Rider - Omae no Bike ha Ore no Mono / Jacked : La Guerre des gangs
- Simple 2000 Series Vol. 112: The Tōsō Highway 2 - Road Warrior 2050 / The Escape Highway 2: Road Warrior 2050
- Simple 2000 Series Vol. 113: The Tairyō Jigoku
- Simple 2000 Series Vol. 114: The Onna Okappichi Torimonochō - Oharuchan Go Go Go!
- Simple 2000 Series Vol. 115: The Room Share to Iu Seikatsu
- Simple 2000 Series Vol. 116: The Nekomura no Hitobito - Pug Daikan no Akugyōzanmai / The People of Neko Village
- Simple 2000 Series Vol. 117: The Zerosen / The Zero Fighter Plane
- Simple 2000 Series Vol. 118: The Ochimusha - Ikaebu Samurai Tōjō
- Simple 2000 Series Vol. 119: The Survival Game 2
- Simple 2000 Series Vol. 120: The Saigo no Nippon Hei - Utsukushiki Kokudo Dakkan Sakusen / The Last Japanese Soldier: The Operation to Recapture our Beautiful Homeland
- Simple 2000 Series Vol. 121: The Boku no Machi Dukuri 2 - Machi-ing Maker 2.1 / Metropolismania 2
- Simple 2000 Series Vol. 122: The Ningyo Hime Monogatari - Mermaid Prism / The Mermaid Princess Story - Mermaid Prism
- Simple 2000 Series Vol. 123: The Office Love Jikenbō - Reijō Tantei
- Simple 2000 Honkaku Shikō Series Vol. 1: The Shōgi - Morita Kazuo no Shōgi Shinan / The Shōgi: Kazuo Morita's Shōgi Teaching
- Simple 2000 Honkaku Shikō Series Vol. 2: The Igo
- Simple 2000 Honkaku Shikō Series Vol. 3: The Chess / Master Chess
- Simple 2000 Honkaku Shikō Series Vol. 4: The Mahjong
- Simple 2000 Honkaku Shikō Series Vol. 5: The Kiryoku Kentei - Tanoshiku Manaberu Igo Nyūmon
- Simple 2000 Honkaku Shikō Series Vol. 6: The Card / Ultimate Casino
- Simple 2000 Hello Kitty Series Vol. 1: Starlight Puzzle
- Simple 2000 Hello Kitty Series Vol. 2: Minna de Sugoroku / Everyone's Sugoroku
- Simple 2000 Ultimate Series Vol. 1: Love*Smash! Super Tennis
- Simple 2000 Ultimate Series Vol. 2: Edit Racing
- Simple 2000 Ultimate Series Vol. 3: Saisoku! Zokusha King - Buchigiri Densetsu  / Maxxed Out Racing
- Simple 2000 Ultimate Series Vol. 4: Urawaza Ikasa Mahjong Machi ~Onīsan, Tsukan Jimatta Yōdanne~
- Simple 2000 Ultimate Series Vol. 5: Love*Mahjong!
- Simple 2000 Ultimate Series Vol. 6: Love*Upper! / Heartbeat Boxing
- Simple 2000 Ultimate Series Vol. 7: Saikyō! Shirobi King ~Security Police~ / Police Chase Down
- Simple 2000 Ultimate Series Vol. 8: Gekitō! Meiro King / Maze Action
- Simple 2000 Ultimate Series Vol. 9: Bakusō! Manhattan ~Runabout 3 neoAGE~ / Runabout 3 Neo Age
- Simple 2000 Ultimate Series Vol. 10: Love Songs ~Idol ga Classmate~ / Love Songs ~Classmate Idol~
- Simple 2000 Ultimate Series Vol. 11: Wandaba Style
- Simple 2000 Ultimate Series Vol. 12: Street Golfer
- Simple 2000 Ultimate Series Vol. 13: Kyōsō! Tansha King ~Katobbi! Baribari Densetsu~ / Motorbike King
- Simple 2000 Ultimate Series Vol. 14: Tōkon! Dramatic Mahjong ~Ten: Tenwa Dōri no Kaidanji~
- Simple 2000 Ultimate Series Vol. 15: Love*Pingpong! / Pink Pong
- Simple 2000 Ultimate Series Vol. 16: Sengoku vs Gendai / Deadly Strike
- Simple 2000 Ultimate Series Vol. 17: Taisen! Bakudan Poi Poi
- Simple 2000 Ultimate Series Vol. 18: Love*Aerobi / Fitness Fun
- Simple 2000 Ultimate Series Vol. 19: Akagi ~Yami ni Oritatta Tensai~
- Simple 2000 Ultimate Series Vol. 20: Love*Mahjong! 2
- Simple 2000 Ultimate Series Vol. 21: Kensha Jūtō! Yankee Banchō ~ Shōwa 99 Nen no Densetsu~ / Street Boyz
- Simple 2000 Ultimate Series Vol. 22: Stylish Mahjong: Usagi ~Yasei no Tōpai~ and Usagi ~Yasei no Tōpai the Arcade~ Double Pack / Stylish Mahjong: Rabbit ~Wild Fighting Title~ and Rabbit ~Wild Fighting Title the Arcade~ Double Pack
- Simple 2000 Ultimate Series Vol. 23: Project Minerva Professional
- Simple 2000 Ultimate Series Vol. 24: Makai Tenshō / Spirit World Reincarnation
- Simple 2000 Ultimate Series Vol. 25: Chō Saisoku! Zokusha King BU no BU ~Buchigiri Densetsu 2 Kai~ / Super-Fastest! Family Car King BU of BU ~Acceleration Legend 2 Revised~
- Simple 2000 Ultimate Series Vol. 26: Love*Smash! 5.1 ~Tennis Robo no Hanran~ / Love*Smash! 5.1 ~The Rebellion of Tennis Robo~
- Simple 2000 Ultimate Series Vol. 27: Hōkago no Love*Beat / After School Love*Beat
- Simple 2000 Ultimate Series Vol. 28: Tōsō! Kenka Grand Prix ~Drive to Survive~ / Mashed: Fully Loaded
- Simple 2000 Ultimate Series Vol. 29: K-1 Premium 2005 Dynamite!!
- Simple 2000 Ultimate Series Vol. 30: Kōrin! Zokusha God ~Buchigiri*Airabuyū~ / Maxxed Out Racing: Nitro
- Simple 2000 Ultimate Series Vol. 31: K1 World Max 2005 ~Sekai Ōja Heno Michi~ / K1 World Max 2005 ~Road to the World King~
- Simple 2000 Ultimate Series Vol. 32: Azumi
- Simple 2000 Ultimate Series Vol. 33: Ururun Quest Koiyūki / Teary Eyes Quest: Journey to the Love
- Simple 2000 Ultimate Series Vol. 34: Sakigake! Otokojuku / Pioneer! Man Lessons
- Simpson, le jeu - Les
- Simpsons, The : Hit and Run
- Simpsons, The : Road Rage
- Simpsons Skateboarding, The
- Sims, Les
- Sims, Les : Permis de sortir
- Sims 2, Les
- Sims 2, Les : Animaux et Cie
- Sims 2, Les : Naufragés
- Sing It!
- Sing It! High School Musical
- Sing It! High School Musical 3: Senior Year
- Sing It! Pop Hits
- SingStar
- SingStar '80s (2005)
- SingStar '80s (2007)
- SingStar '90s
- SingStar Abba
- SingStar Amped
- SingStar Anthems
- SingStar Apres-Ski Party
- SingStar Apres-Ski Party 2
- SingStar: The Biggest Solo Stars
- SingStar Bollywood
- SingStar Boy Bands vs Girl Bands
- SingStar : Chansons magiques de Disney
- SingStar Chart Hits
- SingStar Chartbreaker
- SingStar Country
- SingStar Deutsch Rock-Pop
- SingStar Deutsch Rock-Pop Vol.2
- SingStar Die Toten Hosen
- SingStar Fussballhits
- SingStar Hottest Hits
- SingStar Italian Party
- SingStar Italian Party 2
- SingStar La Edad de Oro del Pop Espanol
- SingStar Latino (2007)
- SingStar Latino (2009)
- SingStar Legends
- Singstar Made in Germany
- SingStar Mallorca Party
- SingStar Mecano
- SingStar: Morangos com Acucar
- SingStar Motown
- SingStar Norsk pa Norsk
- SingStar Operacion Triunfo
- SingStar Party
- SingStar Party Hits
- SingStar Patito Feo
- SingStar Pop
- SingStar Pop Vol. 2
- SingStar Pop Hits
- SingStar Pop Hits 2
- SingStar Pop Hits 3
- SingStar Pop Hits 4
- SingStar Queen
- SingStar R&B
- SingStar Rock Ballads
- SingStar Rocks!
- SingStar Schlager
- SingStar Studio 100
- SingStar Svenska Hits Schlager
- SingStar Take That
- SingStar top.it
- SingStar Turkish Party
- SingStar Vasco
- SingStar: The Wiggles
- Skate Attack
- Skateboard Madness Xtreme Edition
- Ski Racing 2005
- Ski Racing 2006
- Sky Odyssey
- Sky Surfer
- SkyGunner
- Slam Tennis
- Sled Storm
- Slotter Up Core
- Slotter Up Core 2
- Slotter Up Core Alpha
- Slotter Up Core 3
- Slotter Up Core 4: Don-chan Gekiuchi! Jissen Pachi-Slot Ore Izuma
- Slotter Up Core 5
- Slotter Up Core 6
- Slotter Up Core 7: Street Fighter II
- Slotter Up Core 8: Kyojin no Hoshi III
- Slotter Up Core 9
- Slotter Up Core 10: Mach GoGoGo2
- Slotter Up Core 11: Kyōjin no Hoshi IV
- Slotter Up Core 12: PinPon
- Slotter Up Mania
- Slotter Up Mania 2
- Slotter Up Mania 3
- Slotter Up Mania 4
- Slotter Up Mania 5
- Slotter Up Mania 6
- Slotter Up Mania 7
- Slotter Up Mania 8
- Slotter Up Mania 9
- Slotter Up Mania 10: Pioneer Special III
- Slotter Up Mania 11: 2027 vs 2027 II
- Sly Raccoon
- Sly 2 : Association de voleurs
- Sly 3
- Smarties: Meltdown
- Smash Cars
- Smash Court Tennis Pro Tournament
- Smash Court Tennis Pro Tournament 2
- Smuggler's Run
- Smuggler's Run 2: Hostile Territory
- Sniper Assault
- Sniper Elite
- SNK Arcade Classics Vol. 1
- SNK vs. Capcom: SVC Chaos
- SnoCross 2: Featuring Blair Morgan
- Snooker 147
- Snow
- Snow Rider
- Snow Queen Quest, The
- Snow White and the 7 Clever Boys
- Soccer Life!
- Soccer Life 2
- Soccer Tsuku 2002: J.League Pro Soccer Club o Tsukurō!
- SOCOM: U.S. Navy SEALs
- SOCOM II: U.S. Navy SEALs
- SOCOM 3: U.S. Navy SEALs
- SOCOM: U.S. Navy SEALs - Combined Assault
- Sōkō Kihei Votoms
- Sokudoku Master
- Soldier of Fortune: Gold Edition
- Somme de toutes les peurs, La
- Son of the Lion King
- Sonic Heroes
- Sonic Gems Collection
- Sonic Mega Collection Plus
- Sonic Riders
- Sonic Riders: Zero Gravity
- Sonic Unleashed : La Malédiction du Hérisson
- Sopranos, The: Road to Respect
- SOS Fantômes, le jeu vidéo
- SOS: The Final Escape
- Sōtenryū
- Soul Link
- Soul Nomad and the World Eaters
- SoulCalibur II
- SoulCalibur III
- Souris City
- Space Channel 5
- Space Channel 5: Part 2
- Space Channel 5: Special Edition
- Space Invaders Anniversary
- Space Race
- Space Rebellion
- Spartan: Total Warrior
- Spawn: Armageddon
- Spectral Force Chronicle
- Spectral Force: Radical Elements
- Spectral vs. Generation
- Speed Challenge: Jacques Villeneuve's Racing Vision
- Speed Kings
- Speed Machines 2
- Speed Machines III
- Speed Racer, le jeu vidéo
- Speedboat GP
- Sphinx et la Malédiction de la momie
- Spider-Man
- Spider-Man 2
- Spider-Man 3
- Spider-Man : Allié ou Ennemi
- Spider-Man : Le Règne des ombres
- SpinDrive Ping Pong
- Splashdown
- Splashdown 2 : Rides Gone Wild
- Sports Challenge : Défi Sports
- Springdale
- Sprint Car Challenge
- Sprint Cars: Road to Knoxville
- Sprint Cars 2: Showdown at Eldora
- Spy Fiction
- Spy Hunter
- Spy Hunter 2
- Spy Hunter: Nowhere to Run
- Spy vs. Spy
- Spyro: A Hero's Tail
- Spyro: Enter the Dragonfly
- SpyToy
- SRS: Street Racing Syndicate
- SSX
- SSX Tricky
- SSX 3
- SSX on Tour
- Stacked with Daniel Negreanu
- Standard Daisenryaku: Dengekisen
- Standard Daisenryaku: Shiwareta Shōri
- Star Academy
- Star Ocean: Till the End of Time
- Star Trek: Conquest
- Star Trek: Encounters
- Star Trek: Shattered Universe
- Star Trek: Voyager - Elite Force
- Star Wars: Battlefront
- Star Wars: Battlefront II
- Star Wars: Bounty Hunter
- Star Wars: The Clone Wars
- Star Wars: The Clone Wars - Les Héros de la République
- Star Wars, épisode III : La Revanche des Sith
- Star Wars: Jedi Starfighter
- Star Wars : Le Pouvoir de la Force
- Star Wars: Racer Revenge
- Star Wars: Starfighter
- Star Wars: Super Bombad Racing
- Starsky et Hutch
- State of Emergency
- State of Emergency 2
- Stealth Force: The War on Terror
- Stealth Force 2
- Steam Express
- Steambot Chronicles
- Stella Deus: The Gate of Eternity
- Stitch : Expérience 626
- Stock Car Crash
- Stock Car Speedway
- Stolen
- Strawberry Panic! Girls' School in Fullbloom
- Street Dance
- Street Fighter Alpha Anthology
- Street Fighter Anniversary Collection
- Street Fighter EX 3
- Street Fighter III: 3rd Strike - Fight for the Future
- Street Hoops
- Street Mahjong Trans-Asakami 2
- Street Warrior
- Strike Force Bowling
- Strike Witches: Anata to Dekiru Koto - A Little Peaceful Days
- Stuart Little 3: Big Photo Adventure
- Stunt GP
- Stuntman
- Stuntman: Ignition
- Sub Rebellion
- Suffering, The
- Suffering, The : Les liens qui nous unissent
- Suikoden III
- Suikoden IV
- Suikoden V
- Suikoden Tactics
- Suki na mono wa suki dakara shōganai!! Episode #1 & #2
- Suki na mono wa suki dakara shōganai!! Episode #3
- _summer ##
- Summer Athletics
- Summer Heat Beach Volleyball
- Summon Night 3
- Summon Night 4
- Summon Night EX-Thesis: Yoake no Tsubasa
- Summon Night Gran-These: Horobi no Tsurugi to Yakusoku no Kishi
- Summoner
- Summoner 2
- Super Bust-a-Move
- Super Bust-a-Move 2
- Super Dragon Ball Z
- Super Farm
- Super Fruit Fall
- Super Monkey Ball Adventure
- Super Monkey Ball Deluxe
- Super Robot Taisen MX
- Super Robot Taisen Z
- Super Shanghai 2005
- Super Trucks
- Super Trucks Racing 2
- Super-Bikes: Riding Challenge
- Superbike GP
- Supercar Street Challenge
- Superman Returns
- Superman: Shadow of Apokolips
- Surfing H3O
- Surveillance: Kanshisha
- Suzuki Super-bikes II: Riding Challenge
- SWAT: Global Strike Team
- SWAT Siege
- Swing Away Golf
- Switch
- Sword of Etheria, The
- Sword of the Samurai (Kengo 2)
- Swords of Destiny
- SX Superstar
- Syberia
- Syberia II
- Syphon Filter: Dark Mirror
- Syphon Filter: Logan's Shadow
- Syphon Filter: The Omega Strain

## T
- Taiko Drum Master
- Taiko no Tatsujin: Appare Sandaime
- Taiko no Tatsujin: Atsumare! Matsuri Da!! Yondaime
- Taiko no Tatsujin: Doka! to Oomori Nanadaime
- Taiko no Tatsujin Doki!
- Taiko no Tatsujin: Go! Go! Godaime
- Taiko no Tatsujin: Tatakon de Dodon ga Don
- Taiko no Tatsujin: Tobikkiri! Anime Special
- Taiko no Tatsujin: Wai Wai Happy Rokudaime
- Taiko no Tatsujin: Waku Waku Anime Matsuri
- Taikō Risshiden IV
- Taikō Risshiden V
- Taito Legends
- Taito Legends 2
- Taisen Hot Gimmick: Cosplay-Jan
- Tak et le Pouvoir de Juju
- Tak 2 : Le Sceptre des rêves
- Tak: The Great Juju Challenge
- Tak and the Guardians of Gross
- Tales of Destiny: Director's Cut
- Tales of Destiny 2
- Tales of Fandom Vol.2
- Tales of Legendia
- Tales of Rebirth
- Tales of Symphonia
- Tales of the Abyss
- Tantei Jingūji Saburō: Innocent Black
- Tantei Jingūji Saburō: Kind of Blue
- Tarzan Freeride
- Taxi 3
- Taz Wanted
- Technic Beat
- Technictix
- Teen Titans
- Teenage Mutant Ninja Turtles
- Teenage Mutant Ninja Turtles 2: Battle Nexus
- Teenage Mutant Ninja Turtles 3: Mutant Nightmare
- Teenage Mutant Ninja Turtles: Smash-Up
- Tekken Tag Tournament
- Tekken 4
- Tekken 5
- Tenchu : La Colère divine
- Tenchu: Fatal Shadows
- Tengai
- Tennis Masters Series 2003
- Tennis no Ōjisama: Card Hunter
- Tennis no Ōjisama: DokiDoki Survival - Sanroku no Mystic
- Tennis no Ōjisama: DokiDoki Survival - Umibe no Secret
- Tennis no Ōjisama: Gakuensai no Ōjisama
- Tennis no Ōjisama: Kiss of Prince (Flame et Ice)
- Tennis no Ōjisama: Love of Prince (Bitter et Sweet)
- Tennis no Ōjisama: Rush and Dream!
- Tennis no Ōjisama: Smash Hit!
- Tennis no Ōjisama: Smash Hit! 2
- Tennis no Ōjisama: Sweat and Tears 2
- Terminator 3 : Le Soulèvement des machines
- Terminator 3: The Redemption
- Terminator : Un autre futur
- Test Drive: Eve of Destruction
- Test Drive Unlimited
- Tetris Worlds
- Tetsujin 28-gō
- TD Overdrive: The Brotherhood of Speed
- Theme Park World
- They Came from the Skies
- Thing, The
- Thomas and Friends: A Day at the Races
- Thrillville
- Thrillville : Le Parc en folie
- Thunder Force 6
- Thunderbirds
- Thunderhawk: Operation Phoenix
- Tiger Woods PGA Tour 2001
- Tiger Woods PGA Tour 2002
- Tiger Woods PGA Tour 2003
- Tiger Woods PGA Tour 2004
- Tiger Woods PGA Tour 2005
- Tiger Woods PGA Tour 06
- Tiger Woods PGA Tour 07
- Tiger Woods PGA Tour 08
- Tiger Woods PGA Tour 09
- Tiger Woods PGA Tour 10
- Tigre et Dragon
- Tim Stockdale's Riding Star
- Time Crisis II
- Time Crisis 3
- TimeSplitters
- TimeSplitters 2
- TimeSplitters: Future Perfect
- Titeuf : Méga-Compet'
- TMNT
- TMNT: Mutant Melee
- TNA iMPACT!
- To Heart 2
- TOCA Race Driver
- TOCA Race Driver 2
- TOCA Race Driver 3
- Togainu no Chi
- Tokimeki Memorial 2: Music Video Clips - Circus de Ai Imashō
- Tokimeki Memorial 3
- Tokimeki Memorial Girl's Side 2nd Kiss
- Tokobot Plus: Mysteries of the Karakuri
- Tokyo Bus Annai
- Tokyo Xtreme Racer 3
- Tokyo Xtreme Racer DRIFT
- Tokyo Xtreme Racer DRIFT 2
- Tokyo Xtreme Racer ZERO
- Tokyo Road Race
- Tom Clancy's Ghost Recon
- Tom Clancy's Ghost Recon 2
- Tom Clancy's Ghost Recon: Jungle Storm
- Tom Clancy's Ghost Recon Advanced Warfighter
- Tom Clancy's Rainbow Six 3: Raven Shield
- Tom Clancy's Rainbow Six: Lockdown
- Tom Clancy's Rainbow Six: Critical Hour
- Tom Clancy's Splinter Cell
- Tom Clancy's Splinter Cell: Pandora Tomorrow
- Tom Clancy's Splinter Cell: Chaos Theory
- Tom Clancy's Splinter Cell: Double Agent
- Tom and Jerry in War of the Whiskers
- Tomb Raider : L'Ange des ténèbres
- Tomb Raider: Legend
- Tomb Raider: Anniversary
- Tomb Raider: Underworld
- Tomoyo After: It's a Wonderful Life
- Tony Hawk's American Wasteland
- Tony Hawk's Downhill Jam
- Tony Hawk's Pro Skater 3
- Tony Hawk's Pro Skater 4
- Tony Hawk's Project 8
- Tony Hawk's Proving Ground
- Tony Hawk's Underground
- Tony Hawk's Underground 2
- Top Angler: Real Bass Fishing
- Top Gear: Dare Devil
- Top Gun: Combat Zones
- Top Spin
- Top Trumps Aventures Vol. 1: Horror and Predators
- Top Trumps Aventures Vol. 2: Dogs and Dinosaurs
- Top Trumps: Doctor Who
- Torino 2006
- Toro to Kyūjitsu
- Torneko no Daibōken 3: Fushigi no Dungeon
- Torrente 3: El Protector
- Total Immersion Racing
- Total Overdose
- Totally Spies! Totally Party
- Tough: Dark Fight
- Tour de France, Le
- Tour de France, Le : Édition du Centenaire
- Tourist Trophy: The Real Riding Simulator
- Toy Golf Extreme
- Toy Story 3
- Toys Room, The
- Train Simulator + Densha de Go! Tokyo Kyūkō-hen
- Transformers (2003)
- Transformers (2004)
- Transformers, le jeu
- Transformers : La Revanche
- Transworld Skateboarder
- Transworld Surf
- Trapt
- Tribes: Aerial Assault
- Trigger Man
- Triple Play Baseball
- Triple Play 2002
- Trivial Pursuit
- Trivial Pursuit : Déjanté
- Trizeal
- Trojan
- Truck Racing 2
- True Crime: Streets of LA
- True Crime: New York City
- True Love Story 3
- True Love Story: Summer Days
- Tsugunai: Atonement
- TT Superbikes: Real Road Racing
- TT Superbikes: Real Road Racing Championship
- TT Superbikes Legends
- Tube Mania
- Turbo Trucks
- Turok Evolution
- Twin Caliber
- Twinkle Star Sprites
- Twisted Metal: Black
- Twisted Metal: Black Online
- Twisted Metal: Head-On - Extra Twisted Edition
- Ty, le tigre de Tasmanie
- Ty, le tigre de Tasmanie 2 : Opération Sauvetage
- Ty, le tigre de Tasmanie 3 : Nuit du Quinkan
- Typing Kengo: Musashi no Ken
- Typing of the Dead, The: Zombie Panic

## U
- U-Move Super Sports
- Uchū Keiji Tamashii: The Space Sheriff Spirits
- Uchū Senkan Yamato: Ankoku Seidan Teikoku no Gyakushū
- Uchū Senkan Yamato: Iscandar he no Tsuioku
- Uchū Senkan Yamato: Nijū Ginga no Hōkai
- UEFA Euro 2004
- UEFA Euro 2008
- UEFA Challenge
- UEFA Champions League 2001-2002
- UEFA Champions League 2004-2005
- UEFA Champions League 2006-2007
- UFC: Sudden Impact
- UFC: Throwdown
- Ultimate Film Quiz, The
- Ultimate Music Quiz, The
- Ultimate Pro Pinball
- Ultraman
- Ultraman Fighting Evolution 2
- Ultraman Fighting Evolution 3
- Ultraman Fighting Evolution Rebirth
- Ultraman Nexus
- Under the Skin
- Underworld: The Eternal War
- Unison: Rebels of Rhythm and Dance
- Unlimited Saga
- Ultimate Spider-Man
- Unison: Rebels of Rhythm and Dance
- Unlimited Saga
- Unreal Tournament
- Urban Chaos : Violence urbaine
- Urban Constructor
- Urban Extreme
- Urban Freestyle Soccer
- Urban Reign
- Urbz, Les : Les Sims in the City
- USA Racer
- Utawareru mono

## V
- V-Rally 3
- V.I.P.
- Valkyrie Profile 2: Silmeria
- Vampire: Darkstalkers Collection
- Vampire Night
- Vampire Panic
- Van Helsing
- Vegas Casino 2
- Venus and Braves
- Versailles II : Le Testament
- Vexx
- Vib Ripple
- Victorious Boxers: Ippo's Road to Glory
- Victorious Boxers 2: Fighting Spirit
- Video Poker and Blackjack
- Vietcong: Purple Haze
- Viewtiful Joe
- Viewtiful Joe 2
- Viorate no Atelier: Gramnad no Renkinjutsushi 2
- Virtua Cop: Elite Edition
- Virtua Fighter 4
- Virtua Fighter 4 Evolution
- Virtua Pro Football
- Virtua Quest
- Virtua Tennis 2
- Vitamin X
- Volt, star malgré lui

## W
- Wacky Races: Mad Motors
- Wacky Zoo GP
- Wakeboarding Unleashed featuring Shaun Murray
- Waku Waku 7
- WALL-E
- Wallace et Gromit : Le Mystère du lapin-garou
- Wallace et Gromit : Le Projet zoo
- War Chess
- War of the Monsters
- Warhammer 40,000: Fire Warrior
- Warriors, The
- Warriors of Might and Magic
- Warriors Orochi
- Warriors Orochi 2
- Wave Rally
- Way of the Samurai
- Way of the Samurai 2
- We ♥ Katamari
- Wheel of Fortune
- Whiplash
- Whirl Tour
- White Van Racer
- Whiteout
- Who Wants to Be a Millionaire: Party Edition
- Wild Arms 3
- Wild Arms 4
- Wild Arms 5
- Wild Arms Alter Code: F
- Wild Water Adrenaline featuring Salomon
- Wild Wild Racing
- Winnie l'ourson : À la recherche des souvenirs oubliés
- Winning Eleven Tactics: European Club Soccer
- Winning Post 4 Maximum
- Winning Post 4 Maximum 2001
- Winning Post 5
- Winning Post 5 Maximum 2002
- Winning Post 5 Maximum 2003
- Winning Post 6
- Winning Post 6 Maximum 2004
- Winning Post 6: 2005 Nendoban
- Winning Post 7
- Winning Post 7 Maximum 2006
- Winning Post 7 Maximum 2007
- Winning Post 7 Maximum 2008
- Winning Post World
- Winning Post World 2010
- Winter Sports
- Wipeout Fusion
- Wipeout Pulse
- Without Warning
- Wizardry X: Zensen no Gakufu
- Wizardry X 2: Mugen no Gakuto
- Wizardry Empire III: Haoh no Keifu
- Wizardry Gaiden: Sentō no Kangoku - Prisoners of the Battles
- Wizardry Summoner
- Wizardry: Tale of the Forsaken Land
- Woody Woodpecker : À l'assaut du parc Buzz Buzzard !
- World Championship Paintball
- World Championship Poker
- World Championship Poker 2
- World Championship Poker: All In
- World Championship Pool 2004
- World Championship Rugby
- World Championship Snooker 2002
- World Championship Snooker 2003
- World Championship Snooker 2004
- World Destruction League: Thunder Tanks
- World Destruction League: WarJetz
- World Fantasista
- World Heroes Anthology
  - World Heroes
  - World Heroes 2
  - World Heroes 2 Jet
  - World Heroes Perfect
- World of Outlaw: Sprint Cars
- World Poker Tour
- World Racing
- World Racing 2
- World Rally Championship
- World Series Baseball 2K3
- World Series of Poker
- World Series of Poker: Tournament of Champions
- World Series of Poker 2008: Battle for the Bracelets
- World Snooker Championship 2005
- World Snooker Championship 2007
- World Super Police
- Worms 3D
- Worms 4: Mayhem
- Worms Blast
- Worms Forts : État de siège
- Wrath Unleashed
- WRC II Extreme
- WRC 3
- WRC 4
- WRC avec Sébastien Loeb : Édition 2005
- Wreckless : Mission Yakusas
- Wrestle Kingdom
- Wrestle Kingdom 2: Pro Wrestling Sekai Taisen
- WSC REAL 08: World Snooker Championship
- WWC: World Wrestling Championship
- WWE All Stars
- WWE Crush Hour
- WWE SmackDown! Here Comes the Pain
- WWE SmackDown! Shut Your Mouth
- WWE SmackDown! vs. Raw
- WWE SmackDown! vs. Raw 2006
- WWE SmackDown vs. Raw 2007
- WWE SmackDown vs. Raw 2008
- WWE SmackDown vs. Raw 2009
- WWE SmackDown vs. Raw 2010
- WWE SmackDown vs. Raw 2011
- WWF SmackDown! Just Bring It
- WWI: Aces of the Sky
- WWII: Battle Over Europe
- WWII: Battle Over the Pacific
- WWII: Soldier
- WWII: Tank Battles

## X
- X-Factor, The: Sing
- X-Files, The: Resist or Serve
- X-Men, le jeu officiel
- X-Men 2 : La Vengeance de Wolverine
- X-Men Legends
- X-Men Legends II : L'Avènement d'Apocalypse
- X-Men Origins: Wolverine
- X-Men: Next Dimension
- X-Squad
- X-treme Express
- X-treme Quads
- Xena: Warrior Princess
- Xenosaga Episode I: Der Wille zur Macht
- Xenosaga Episode II: Jenseits von Gut und Böse
- Xenosaga Episode III: Also sprach Zarathustra
- XG3: Extreme-G Racing
- XGRA: Extreme-G Racing Association
- Xiaolin Showdown
- XII Stag
- XIII
- XS Junior League Soccer
- Xtreme Speed
- Xyanide: Resurrection

## Y
- Yakiniku Bugyō Bonfire!
- Yakuza
- Yakuza 2
- Yamaha Supercross
- Yamasa Digi World: Collaboration SP Pachi-Slot Ridge Racer
- Yamasa Digi World 2: LCD Edition
- Yamasa Digi World 3
- Yamasa Digi World 4
- Yamasa Digi World SP
- Yamasa Digi World SP: Giant Pulsar
- Yamasa Digi World SP: Moe yo! Kung Fu Lady
- Yamasa Digi World SP: Neo Magic Pulsar XX
- Yamasa Digi World SP: Umi Ichiban R
- Yanya Caballista: City Skater
- Yetisports Arctic Adventure
- Yoake mae yori ruri iro na
- Yomigaeri: Refrain
- Yoshinoya
- Yoshitsune Eiyūden: The Story of Hero Yoshitsune
- Yoshitsune Eiyūden Shura: The Story of Hero Yoshitsune Shura
- Yoshitsune-ki
- yourself!fitness
- Ys I and II: Eternal Story
- Ys III: Wanderers from Ys
- Ys IV: Mask of the Sun
- Ys V: Lost Kefin, Kingdom of Sand
- Ys: The Ark of Napishtim
- Yu-Gi-Oh! Capsule Monster Coliseum
- Yu-Gi-Oh! The Duelists of the Roses
- Yu-Gi-Oh! GX: Tag Force Evolution
- Yū Yū Hakusho: Dark Tournament
- Yū Yū Hakusho Forever

## Z
- Zapper : Le Criquet ravageur !
- Zatch Bell! Mamodo Battles
- Zatch Bell! Mamodo Fury
- Zathura
- Zero no Tsukaima: Maigo no Period to Ikusen no Symphony
- Zero no Tsukaima: Muma ga Tsumugu Yokaze no Nocturne
- Zero no Tsukaima: Shō-akuma to Harukaze no Concerto
- Zidane Football Generation 2002
- Zintrus, Les
- Zoids Infinity Fuzors
- Zoids Struggle
- Zoids Tactics
- Zoku Segare Ijiri
- Zone of the Enders
- Zone of the Enders: The 2nd Runner
- Zoo Puzzle
- ZooCube
- Zwei!!